# Llista d'asteroides (168001-169000)
Llista d'asteroides del 168001 al 169000, amb data de descoberta i descobridor. És un fragment de la llista d'asteroides completa. Als asteroides se'ls dona un número quan es confirma la seva òrbita, per tant apareixen llistats aproximadament segons la data de descobriment.
Contingut: 168001... 168101... 168201... 168301... 168401... 168501... 168601... 168701... 168801... 168901... 

| Nom                  | Designació provisional | Data de descobriment   | Lloc de descobriment   | Descobridor/s                                          |
| 168001-168100        | 168001-168100          | 168001-168100          | 168001-168100          | 168001-168100                                          |
| -------------------- | ---------------------- | ---------------------- | ---------------------- | ------------------------------------------------------ |
| 168001 -             | 2005 GW133             | 10 d'abril de 2005     | Kitt Peak              | Spacewatch                                             |
| 168002 -             | 2005 GS136             | 10 d'abril de 2005     | Kitt Peak              | Spacewatch                                             |
| 168003 -             | 2005 GZ137             | 11 d'abril de 2005     | Mount Lemmon           | Mount Lemmon Survey                                    |
| 168004 -             | 2005 GP159             | 12 d'abril de 2005     | Kitt Peak              | Spacewatch                                             |
| 168005 -             | 2005 GT161             | 13 d'abril de 2005     | Catalina               | CSS                                                    |
| 168006 -             | 2005 GV170             | 12 d'abril de 2005     | Anderson Mesa          | LONEOS                                                 |
| 168007 -             | 2005 GE181             | 12 d'abril de 2005     | Kitt Peak              | Spacewatch                                             |
| 168008 -             | 2005 GZ181             | 12 d'abril de 2005     | Kitt Peak              | Spacewatch                                             |
| 168009 -             | 2005 GK203             | 9 d'abril de 2005      | Mount Lemmon           | Mount Lemmon Survey                                    |
| 168010 -             | 2005 HP                | 16 d'abril de 2005     | Kitt Peak              | Spacewatch                                             |
| 168011 -             | 2005 HF1               | 16 d'abril de 2005     | Kitt Peak              | Spacewatch                                             |
| 168012 -             | 2005 HP1               | 16 d'abril de 2005     | Kitt Peak              | Spacewatch                                             |
| 168013 -             | 2005 HK4               | 30 d'abril de 2005     | Reedy Creek            | J. Broughton                                           |
| 168014 -             | 2005 HS4               | 30 d'abril de 2005     | Kitt Peak              | Spacewatch                                             |
| 168015 -             | 2005 HK5               | 30 d'abril de 2005     | Campo Imperatore       | CINEOS                                                 |
| 168016 -             | 2005 HZ7               | 30 d'abril de 2005     | Campo Imperatore       | CINEOS                                                 |
| 168017 -             | 2005 JK2               | 3 de maig de 2005      | Kitt Peak              | Spacewatch                                             |
| 168018 -             | 2005 JG8               | 4 de maig de 2005      | Mauna Kea              | C. Veillet                                             |
| 168019 -             | 2005 JX8               | 4 de maig de 2005      | Mauna Kea              | C. Veillet                                             |
| 168020 -             | 2005 JJ21              | 4 de maig de 2005      | Siding Spring          | SSS                                                    |
| 168021 -             | 2005 JX23              | 3 de maig de 2005      | Kitt Peak              | Spacewatch                                             |
| 168022 -             | 2005 JK44              | 8 de maig de 2005      | Anderson Mesa          | LONEOS                                                 |
| 168023 -             | 2005 JX46              | 3 de maig de 2005      | Kitt Peak              | Spacewatch                                             |
| 168024 -             | 2005 JC77              | 9 de maig de 2005      | Siding Spring          | SSS                                                    |
| 168025 -             | 2005 JS84              | 8 de maig de 2005      | Mount Lemmon           | Mount Lemmon Survey                                    |
| 168026 -             | 2005 JA89              | 11 de maig de 2005     | Kitt Peak              | Spacewatch                                             |
| 168027 -             | 2005 JQ92              | 11 de maig de 2005     | Palomar                | NEAT                                                   |
| 168028 -             | 2005 JK94              | 7 de maig de 2005      | Kitt Peak              | Spacewatch                                             |
| 168029 -             | 2005 JF98              | 8 de maig de 2005      | Kitt Peak              | Spacewatch                                             |
| 168030 -             | 2005 JQ100             | 9 de maig de 2005      | Anderson Mesa          | LONEOS                                                 |
| 168031 -             | 2005 JH103             | 9 de maig de 2005      | Kitt Peak              | Spacewatch                                             |
| 168032 -             | 2005 JB105             | 11 de maig de 2005     | Mount Lemmon           | Mount Lemmon Survey                                    |
| 168033 -             | 2005 JJ143             | 15 de maig de 2005     | Mount Lemmon           | Mount Lemmon Survey                                    |
| 168034 -             | 2005 JN151             | 4 de maig de 2005      | Kitt Peak              | Spacewatch                                             |
| 168035 -             | 2005 JV151             | 4 de maig de 2005      | Palomar                | NEAT                                                   |
| 168036 -             | 2005 JS156             | 4 de maig de 2005      | Catalina               | CSS                                                    |
| 168037 -             | 2005 JQ157             | 4 de maig de 2005      | Palomar                | NEAT                                                   |
| 168038 -             | 2005 JC178             | 10 de maig de 2005     | Mount Lemmon           | Mount Lemmon Survey                                    |
| 168039 -             | 2005 LR1               | 1 de juny de 2005      | Mount Lemmon           | Mount Lemmon Survey                                    |
| 168040 -             | 2005 LT51              | 14 de juny de 2005     | Kitt Peak              | Spacewatch                                             |
| 168041 -             | 2005 MH18              | 28 de juny de 2005     | Kitt Peak              | Spacewatch                                             |
| 168042 -             | 2005 MN23              | 24 de juny de 2005     | Palomar                | NEAT                                                   |
| 168043 -             | 2005 NW70              | 5 de juliol de 2005    | Palomar                | NEAT                                                   |
| 168044 -             | 2005 SG                | 21 de setembre de 2005 | Siding Spring          | SSS                                                    |
| 168045 -             | 2005 YX214             | 30 de desembre de 2005 | Catalina               | CSS                                                    |
| 168046 -             | 2006 AQ1               | 2 de gener de 2006     | Catalina               | CSS                                                    |
| 168047 -             | 2006 BV5               | 22 de gener de 2006    | Socorro                | LINEAR                                                 |
| 168048 -             | 2006 BG34              | 21 de gener de 2006    | Kitt Peak              | Spacewatch                                             |
| 168049 -             | 2006 BH41              | 22 de gener de 2006    | Anderson Mesa          | LONEOS                                                 |
| 168050 -             | 2006 BD56              | 26 de gener de 2006    | Kitt Peak              | Spacewatch                                             |
| 168051 -             | 2006 BM81              | 23 de gener de 2006    | Kitt Peak              | Spacewatch                                             |
| 168052 -             | 2006 BQ95              | 26 de gener de 2006    | Kitt Peak              | Spacewatch                                             |
| 168053 -             | 2006 BT95              | 26 de gener de 2006    | Kitt Peak              | Spacewatch                                             |
| 168054 -             | 2006 BQ102             | 23 de gener de 2006    | Mount Lemmon           | Mount Lemmon Survey                                    |
| 168055 -             | 2006 BD124             | 26 de gener de 2006    | Kitt Peak              | Spacewatch                                             |
| 168056 -             | 2006 BD157             | 25 de gener de 2006    | Kitt Peak              | Spacewatch                                             |
| 168057 -             | 2006 BA167             | 26 de gener de 2006    | Mount Lemmon           | Mount Lemmon Survey                                    |
| 168058 -             | 2006 BL199             | 30 de gener de 2006    | Kitt Peak              | Spacewatch                                             |
| 168059 -             | 2006 BW250             | 31 de gener de 2006    | Kitt Peak              | Spacewatch                                             |
| 168060 -             | 2006 BM254             | 31 de gener de 2006    | Kitt Peak              | Spacewatch                                             |
| 168061 -             | 2006 BJ256             | 31 de gener de 2006    | Kitt Peak              | Spacewatch                                             |
| 168062 -             | 2006 BB266             | 31 de gener de 2006    | Kitt Peak              | Spacewatch                                             |
| 168063 -             | 2006 BH266             | 31 de gener de 2006    | Kitt Peak              | Spacewatch                                             |
| 168064 -             | 2006 BL266             | 31 de gener de 2006    | Kitt Peak              | Spacewatch                                             |
| 168065 -             | 2006 BM266             | 31 de gener de 2006    | Kitt Peak              | Spacewatch                                             |
| 168066 -             | 2006 BO269             | 28 de gener de 2006    | Anderson Mesa          | LONEOS                                                 |
| 168067 -             | 2006 CO7               | 1 de febrer de 2006    | Mount Lemmon           | Mount Lemmon Survey                                    |
| 168068 -             | 2006 CC23              | 1 de febrer de 2006    | Kitt Peak              | Spacewatch                                             |
| 168069 -             | 2006 CT38              | 2 de febrer de 2006    | Kitt Peak              | Spacewatch                                             |
| 168070 -             | 2006 CK41              | 2 de febrer de 2006    | Kitt Peak              | Spacewatch                                             |
| 168071 -             | 2006 CW43              | 2 de febrer de 2006    | Kitt Peak              | Spacewatch                                             |
| 168072 -             | 2006 DU4               | 20 de febrer de 2006   | Kitt Peak              | Spacewatch                                             |
| 168073 -             | 2006 DW6               | 20 de febrer de 2006   | Kitt Peak              | Spacewatch                                             |
| 168074 -             | 2006 DL19              | 20 de febrer de 2006   | Kitt Peak              | Spacewatch                                             |
| 168075 -             | 2006 DZ21              | 20 de febrer de 2006   | Kitt Peak              | Spacewatch                                             |
| 168076 -             | 2006 DP22              | 20 de febrer de 2006   | Kitt Peak              | Spacewatch                                             |
| 168077 -             | 2006 DG23              | 20 de febrer de 2006   | Kitt Peak              | Spacewatch                                             |
| 168078 -             | 2006 DX27              | 20 de febrer de 2006   | Kitt Peak              | Spacewatch                                             |
| 168079 -             | 2006 DE46              | 20 de febrer de 2006   | Kitt Peak              | Spacewatch                                             |
| 168080 -             | 2006 DR58              | 24 de febrer de 2006   | Kitt Peak              | Spacewatch                                             |
| 168081 -             | 2006 DB59              | 24 de febrer de 2006   | Mount Lemmon           | Mount Lemmon Survey                                    |
| 168082 -             | 2006 DJ60              | 24 de febrer de 2006   | Kitt Peak              | Spacewatch                                             |
| 168083 -             | 2006 DE62              | 22 de febrer de 2006   | Catalina               | CSS                                                    |
| 168084 -             | 2006 DC68              | 24 de febrer de 2006   | Catalina               | CSS                                                    |
| 168085 -             | 2006 DC70              | 20 de febrer de 2006   | Mount Lemmon           | Mount Lemmon Survey                                    |
| 168086 -             | 2006 DF70              | 20 de febrer de 2006   | Mount Lemmon           | Mount Lemmon Survey                                    |
| 168087 -             | 2006 DW75              | 24 de febrer de 2006   | Kitt Peak              | Spacewatch                                             |
| 168088 -             | 2006 DY79              | 24 de febrer de 2006   | Kitt Peak              | Spacewatch                                             |
| 168089 -             | 2006 DM84              | 24 de febrer de 2006   | Kitt Peak              | Spacewatch                                             |
| 168090 -             | 2006 DO96              | 24 de febrer de 2006   | Kitt Peak              | Spacewatch                                             |
| 168091 -             | 2006 DY97              | 24 de febrer de 2006   | Kitt Peak              | Spacewatch                                             |
| 168092 -             | 2006 DM102             | 25 de febrer de 2006   | Mount Lemmon           | Mount Lemmon Survey                                    |
| 168093 -             | 2006 DT103             | 25 de febrer de 2006   | Mount Lemmon           | Mount Lemmon Survey                                    |
| 168094 -             | 2006 DB118             | 27 de febrer de 2006   | Kitt Peak              | Spacewatch                                             |
| 168095 -             | 2006 DD123             | 24 de febrer de 2006   | Kitt Peak              | Spacewatch                                             |
| 168096 -             | 2006 DU141             | 25 de febrer de 2006   | Kitt Peak              | Spacewatch                                             |
| 168097 -             | 2006 DL192             | 27 de febrer de 2006   | Kitt Peak              | Spacewatch                                             |
| 168098 -             | 2006 DO199             | 23 de febrer de 2006   | Anderson Mesa          | LONEOS                                                 |
| 168099 -             | 2006 DQ208             | 25 de febrer de 2006   | Kitt Peak              | Spacewatch                                             |
| 168100 -             | 2006 DD210             | 20 de febrer de 2006   | Kitt Peak              | Spacewatch                                             |
| 168101-168200        |                        |                        |                        |                                                        |
| 168101 -             | 2006 DJ210             | 20 de febrer de 2006   | Kitt Peak              | Spacewatch                                             |
| 168102 -             | 2006 DB212             | 25 de febrer de 2006   | Kitt Peak              | Spacewatch                                             |
| 168103 -             | 2006 DS212             | 27 de febrer de 2006   | Catalina               | CSS                                                    |
| 168104 -             | 2006 EQ8               | 2 de març de 2006      | Kitt Peak              | Spacewatch                                             |
| 168105 -             | 2006 EJ19              | 2 de març de 2006      | Kitt Peak              | Spacewatch                                             |
| 168106 -             | 2006 EK41              | 4 de març de 2006      | Kitt Peak              | Spacewatch                                             |
| 168107 -             | 2006 EQ41              | 4 de març de 2006      | Catalina               | CSS                                                    |
| 168108 -             | 2006 EM51              | 4 de març de 2006      | Kitt Peak              | Spacewatch                                             |
| 168109 -             | 2006 EN53              | 2 de març de 2006      | Mount Lemmon           | Mount Lemmon Survey                                    |
| 168110 -             | 2006 EE61              | 5 de març de 2006      | Kitt Peak              | Spacewatch                                             |
| 168111 -             | 2006 EZ62              | 5 de març de 2006      | Kitt Peak              | Spacewatch                                             |
| 168112 -             | 2006 FG                | 19 de març de 2006     | Socorro                | LINEAR                                                 |
| 168113 -             | 2006 FB3               | 23 de març de 2006     | Kitt Peak              | Spacewatch                                             |
| 168114 -             | 2006 FU8               | 23 de març de 2006     | Mount Lemmon           | Mount Lemmon Survey                                    |
| 168115 -             | 2006 FQ9               | 24 de març de 2006     | RAS                    | A. Lowe                                                |
| 168116 -             | 2006 FL11              | 23 de març de 2006     | Kitt Peak              | Spacewatch                                             |
| 168117 -             | 2006 FW11              | 23 de març de 2006     | Kitt Peak              | Spacewatch                                             |
| 168118 -             | 2006 FS23              | 24 de març de 2006     | Kitt Peak              | Spacewatch                                             |
| 168119 -             | 2006 FZ27              | 24 de març de 2006     | Mount Lemmon           | Mount Lemmon Survey                                    |
| 168120 -             | 2006 FM30              | 25 de març de 2006     | Kitt Peak              | Spacewatch                                             |
| 168121 -             | 2006 FN32              | 25 de març de 2006     | Kitt Peak              | Spacewatch                                             |
| 168122 -             | 2006 FV34              | 25 de març de 2006     | Palomar                | NEAT                                                   |
| 168123 -             | 2006 FP37              | 24 de març de 2006     | Siding Spring          | SSS                                                    |
| 168124 -             | 2006 FL44              | 23 de març de 2006     | Mount Lemmon           | Mount Lemmon Survey                                    |
| 168125 -             | 2006 FS44              | 24 de març de 2006     | Anderson Mesa          | LONEOS                                                 |
| 168126 Chengbruce    | 2006 GK                | 1 d'abril de 2006      | Lulin Observatory      | Q.-z. Ye                                               |
| 168127 -             | 2006 GC3               | 6 d'abril de 2006      | Ottmarsheim            | C. Rinner                                              |
| 168128 -             | 2006 GO7               | 2 d'abril de 2006      | Kitt Peak              | Spacewatch                                             |
| 168129 -             | 2006 GS19              | 2 d'abril de 2006      | Kitt Peak              | Spacewatch                                             |
| 168130 -             | 2006 GD28              | 2 d'abril de 2006      | Kitt Peak              | Spacewatch                                             |
| 168131 -             | 2006 GZ31              | 6 d'abril de 2006      | Catalina               | CSS                                                    |
| 168132 -             | 2006 GG32              | 6 d'abril de 2006      | Siding Spring          | SSS                                                    |
| 168133 -             | 2006 GE37              | 8 d'abril de 2006      | Mount Lemmon           | Mount Lemmon Survey                                    |
| 168134 -             | 2006 GP37              | 9 d'abril de 2006      | Kitt Peak              | Spacewatch                                             |
| 168135 -             | 2006 GU38              | 6 d'abril de 2006      | Siding Spring          | SSS                                                    |
| 168136 -             | 2006 GP41              | 7 d'abril de 2006      | Catalina               | CSS                                                    |
| 168137 -             | 2006 GD42              | 9 d'abril de 2006      | Socorro                | LINEAR                                                 |
| 168138 -             | 2006 GW49              | 7 d'abril de 2006      | Catalina               | CSS                                                    |
| 168139 -             | 2006 GA50              | 7 d'abril de 2006      | Siding Spring          | SSS                                                    |
| 168140 -             | 2006 GB52              | 8 d'abril de 2006      | Siding Spring          | SSS                                                    |
| 168141 -             | 2006 HL                | 18 d'abril de 2006     | Kitt Peak              | Spacewatch                                             |
| 168142 -             | 2006 HB3               | 18 d'abril de 2006     | Kitt Peak              | Spacewatch                                             |
| 168143 -             | 2006 HX7               | 18 d'abril de 2006     | Kitt Peak              | Spacewatch                                             |
| 168144 -             | 2006 HP8               | 19 d'abril de 2006     | Kitt Peak              | Spacewatch                                             |
| 168145 -             | 2006 HA24              | 20 d'abril de 2006     | Kitt Peak              | Spacewatch                                             |
| 168146 -             | 2006 HY24              | 20 d'abril de 2006     | Kitt Peak              | Spacewatch                                             |
| 168147 -             | 2006 HV27              | 20 d'abril de 2006     | Kitt Peak              | Spacewatch                                             |
| 168148 -             | 2006 HP30              | 25 d'abril de 2006     | RAS                    | A. Lowe                                                |
| 168149 -             | 2006 HH31              | 18 d'abril de 2006     | Anderson Mesa          | LONEOS                                                 |
| 168150 -             | 2006 HA33              | 19 d'abril de 2006     | Palomar                | NEAT                                                   |
| 168151 -             | 2006 HC35              | 19 d'abril de 2006     | Mount Lemmon           | Mount Lemmon Survey                                    |
| 168152 -             | 2006 HO40              | 21 d'abril de 2006     | Catalina               | CSS                                                    |
| 168153 -             | 2006 HJ42              | 23 d'abril de 2006     | Kitt Peak              | Spacewatch                                             |
| 168154 -             | 2006 HM42              | 23 d'abril de 2006     | Socorro                | LINEAR                                                 |
| 168155 -             | 2006 HY46              | 20 d'abril de 2006     | Kitt Peak              | Spacewatch                                             |
| 168156 -             | 2006 HZ46              | 20 d'abril de 2006     | Kitt Peak              | Spacewatch                                             |
| 168157 -             | 2006 HE47              | 20 d'abril de 2006     | Catalina               | CSS                                                    |
| 168158 -             | 2006 HQ49              | 25 d'abril de 2006     | Socorro                | LINEAR                                                 |
| 168159 -             | 2006 HH52              | 18 d'abril de 2006     | Anderson Mesa          | LONEOS                                                 |
| 168160 -             | 2006 HB55              | 21 d'abril de 2006     | Socorro                | LINEAR                                                 |
| 168161 -             | 2006 HE57              | 24 d'abril de 2006     | Socorro                | LINEAR                                                 |
| 168162 -             | 2006 HK57              | 24 d'abril de 2006     | Anderson Mesa          | LONEOS                                                 |
| 168163 -             | 2006 HW59              | 24 d'abril de 2006     | Anderson Mesa          | LONEOS                                                 |
| 168164 -             | 2006 HV60              | 27 d'abril de 2006     | Bergisch Gladbach      | W. Bickel                                              |
| 168165 -             | 2006 HA61              | 28 d'abril de 2006     | Socorro                | LINEAR                                                 |
| 168166 -             | 2006 HT63              | 24 d'abril de 2006     | Kitt Peak              | Spacewatch                                             |
| 168167 -             | 2006 HU63              | 24 d'abril de 2006     | Kitt Peak              | Spacewatch                                             |
| 168168 -             | 2006 HD69              | 24 d'abril de 2006     | Mount Lemmon           | Mount Lemmon Survey                                    |
| 168169 -             | 2006 HP69              | 24 d'abril de 2006     | Kitt Peak              | Spacewatch                                             |
| 168170 -             | 2006 HX76              | 25 d'abril de 2006     | Palomar                | NEAT                                                   |
| 168171 -             | 2006 HM77              | 25 d'abril de 2006     | Kitt Peak              | Spacewatch                                             |
| 168172 -             | 2006 HE80              | 26 d'abril de 2006     | Kitt Peak              | Spacewatch                                             |
| 168173 -             | 2006 HF82              | 26 d'abril de 2006     | Kitt Peak              | Spacewatch                                             |
| 168174 -             | 2006 HG82              | 26 d'abril de 2006     | Kitt Peak              | Spacewatch                                             |
| 168175 -             | 2006 HP83              | 26 d'abril de 2006     | Kitt Peak              | Spacewatch                                             |
| 168176 -             | 2006 HS83              | 26 d'abril de 2006     | Kitt Peak              | Spacewatch                                             |
| 168177 -             | 2006 HU83              | 26 d'abril de 2006     | Kitt Peak              | Spacewatch                                             |
| 168178 -             | 2006 HN84              | 26 d'abril de 2006     | Kitt Peak              | Spacewatch                                             |
| 168179 -             | 2006 HT85              | 27 d'abril de 2006     | Kitt Peak              | Spacewatch                                             |
| 168180 -             | 2006 HV88              | 30 d'abril de 2006     | Kitt Peak              | Spacewatch                                             |
| 168181 -             | 2006 HQ90              | 26 d'abril de 2006     | Kitt Peak              | Spacewatch                                             |
| 168182 -             | 2006 HS90              | 26 d'abril de 2006     | Anderson Mesa          | LONEOS                                                 |
| 168183 -             | 2006 HT96              | 30 d'abril de 2006     | Kitt Peak              | Spacewatch                                             |
| 168184 -             | 2006 HH102             | 30 d'abril de 2006     | Kitt Peak              | Spacewatch                                             |
| 168185 -             | 2006 HV102             | 30 d'abril de 2006     | Kitt Peak              | Spacewatch                                             |
| 168186 -             | 2006 HX108             | 30 d'abril de 2006     | Catalina               | CSS                                                    |
| 168187 -             | 2006 HG114             | 25 d'abril de 2006     | Mount Lemmon           | Mount Lemmon Survey                                    |
| 168188 -             | 2006 HN115             | 26 d'abril de 2006     | Kitt Peak              | Spacewatch                                             |
| 168189 -             | 2006 HF117             | 26 d'abril de 2006     | Mount Lemmon           | Mount Lemmon Survey                                    |
| 168190 -             | 2006 HA121             | 30 d'abril de 2006     | Kitt Peak              | Spacewatch                                             |
| 168191 -             | 2006 HQ152             | 30 d'abril de 2006     | Catalina               | CSS                                                    |
| 168192 -             | 2006 JZ                | 3 de maig de 2006      | Reedy Creek            | J. Broughton                                           |
| 168193 -             | 2006 JH1               | 1 de maig de 2006      | Kitt Peak              | Spacewatch                                             |
| 168194 -             | 2006 JT1               | 1 de maig de 2006      | Socorro                | LINEAR                                                 |
| 168195 -             | 2006 JZ1               | 1 de maig de 2006      | Socorro                | LINEAR                                                 |
| 168196 -             | 2006 JL5               | 3 de maig de 2006      | Mount Lemmon           | Mount Lemmon Survey                                    |
| 168197 -             | 2006 JV10              | 1 de maig de 2006      | Kitt Peak              | Spacewatch                                             |
| 168198 -             | 2006 JR17              | 2 de maig de 2006      | Mount Lemmon           | Mount Lemmon Survey                                    |
| 168199 -             | 2006 JY18              | 2 de maig de 2006      | Mount Lemmon           | Mount Lemmon Survey                                    |
| 168200 -             | 2006 JZ19              | 2 de maig de 2006      | Kitt Peak              | Spacewatch                                             |
| 168201-168300        |                        |                        |                        |                                                        |
| 168201 -             | 2006 JJ23              | 3 de maig de 2006      | Mount Lemmon           | Mount Lemmon Survey                                    |
| 168202 -             | 2006 JP26              | 5 de maig de 2006      | Reedy Creek            | J. Broughton                                           |
| 168203 -             | 2006 JB27              | 5 de maig de 2006      | Piszkéstető            | K. Sárneczky                                           |
| 168204 -             | 2006 JP27              | 1 de maig de 2006      | Socorro                | LINEAR                                                 |
| 168205 -             | 2006 JE28              | 3 de maig de 2006      | Kitt Peak              | Spacewatch                                             |
| 168206 -             | 2006 JH29              | 3 de maig de 2006      | Kitt Peak              | Spacewatch                                             |
| 168207 -             | 2006 JK29              | 3 de maig de 2006      | Kitt Peak              | Spacewatch                                             |
| 168208 -             | 2006 JH30              | 3 de maig de 2006      | Kitt Peak              | Spacewatch                                             |
| 168209 -             | 2006 JP30              | 3 de maig de 2006      | Kitt Peak              | Spacewatch                                             |
| 168210 -             | 2006 JW37              | 5 de maig de 2006      | Anderson Mesa          | LONEOS                                                 |
| 168211 -             | 2006 JF39              | 6 de maig de 2006      | Mount Lemmon           | Mount Lemmon Survey                                    |
| 168212 -             | 2006 JJ43              | 5 de maig de 2006      | Kitt Peak              | Spacewatch                                             |
| 168213 -             | 2006 JE45              | 7 de maig de 2006      | Mount Lemmon           | Mount Lemmon Survey                                    |
| 168214 -             | 2006 JO46              | 7 de maig de 2006      | Kitt Peak              | Spacewatch                                             |
| 168215 -             | 2006 JF47              | 10 de maig de 2006     | Palomar                | NEAT                                                   |
| 168216 -             | 2006 JS48              | 8 de maig de 2006      | Siding Spring          | SSS                                                    |
| 168217 -             | 2006 JH53              | 6 de maig de 2006      | Mount Lemmon           | Mount Lemmon Survey                                    |
| 168218 -             | 2006 JV54              | 8 de maig de 2006      | Mount Lemmon           | Mount Lemmon Survey                                    |
| 168219 -             | 2006 JK55              | 9 de maig de 2006      | Mount Lemmon           | Mount Lemmon Survey                                    |
| 168220 -             | 2006 JQ57              | 8 de maig de 2006      | Mount Lemmon           | Mount Lemmon Survey                                    |
| 168221 -             | 2006 JO60              | 1 de maig de 2006      | Kitt Peak              | M. W. Buie                                             |
| 168222 -             | 2006 KU                | 18 de maig de 2006     | Palomar                | NEAT                                                   |
| 168223 -             | 2006 KY1               | 16 de maig de 2006     | Palomar                | NEAT                                                   |
| 168224 -             | 2006 KA7               | 19 de maig de 2006     | Mount Lemmon           | Mount Lemmon Survey                                    |
| 168225 -             | 2006 KV10              | 19 de maig de 2006     | Mount Lemmon           | Mount Lemmon Survey                                    |
| 168226 -             | 2006 KH15              | 20 de maig de 2006     | Mount Lemmon           | Mount Lemmon Survey                                    |
| 168227 -             | 2006 KQ27              | 20 de maig de 2006     | Kitt Peak              | Spacewatch                                             |
| 168228 -             | 2006 KA32              | 20 de maig de 2006     | Kitt Peak              | Spacewatch                                             |
| 168229 -             | 2006 KH35              | 20 de maig de 2006     | Kitt Peak              | Spacewatch                                             |
| 168230 -             | 2006 KV39              | 23 de maig de 2006     | Siding Spring          | SSS                                                    |
| 168231 -             | 2006 KK40              | 18 de maig de 2006     | Palomar                | NEAT                                                   |
| 168232 -             | 2006 KO41              | 19 de maig de 2006     | Palomar                | NEAT                                                   |
| 168233 -             | 2006 KC44              | 21 de maig de 2006     | Kitt Peak              | Spacewatch                                             |
| 168234 -             | 2006 KX67              | 25 de maig de 2006     | Lulin Observatory      | Q.-z. Ye                                               |
| 168235 -             | 2006 KZ72              | 23 de maig de 2006     | Kitt Peak              | Spacewatch                                             |
| 168236 -             | 2006 KA80              | 25 de maig de 2006     | Mount Lemmon           | Mount Lemmon Survey                                    |
| 168237 -             | 2006 KH80              | 25 de maig de 2006     | Mount Lemmon           | Mount Lemmon Survey                                    |
| 168238 -             | 2006 KM80              | 25 de maig de 2006     | Mount Lemmon           | Mount Lemmon Survey                                    |
| 168239 -             | 2006 KK82              | 25 de maig de 2006     | Mount Lemmon           | Mount Lemmon Survey                                    |
| 168240 -             | 2006 KW84              | 24 de maig de 2006     | Palomar                | NEAT                                                   |
| 168241 -             | 2006 KD86              | 21 de maig de 2006     | Catalina               | CSS                                                    |
| 168242 -             | 2006 KO86              | 24 de maig de 2006     | Palomar                | NEAT                                                   |
| 168243 -             | 2006 KB90              | 22 de maig de 2006     | Siding Spring          | SSS                                                    |
| 168244 -             | 2006 KW98              | 26 de maig de 2006     | Socorro                | LINEAR                                                 |
| 168245 -             | 2006 KX98              | 26 de maig de 2006     | Mount Lemmon           | Mount Lemmon Survey                                    |
| 168246 -             | 2006 KF101             | 25 de maig de 2006     | Mount Lemmon           | Mount Lemmon Survey                                    |
| 168247 -             | 2006 KA102             | 27 de maig de 2006     | Kitt Peak              | Spacewatch                                             |
| 168248 -             | 2006 KC103             | 29 de maig de 2006     | Socorro                | LINEAR                                                 |
| 168249 -             | 2006 KF105             | 28 de maig de 2006     | Kitt Peak              | Spacewatch                                             |
| 168250 -             | 2006 KU109             | 31 de maig de 2006     | Mount Lemmon           | Mount Lemmon Survey                                    |
| 168251 -             | 2006 KY121             | 30 de maig de 2006     | Siding Spring          | SSS                                                    |
| 168252 -             | 2006 LA1               | 2 de juny de 2006      | Hibiscus               | S. F. Hönig, N. Teamo                                  |
| 168253 -             | 2006 LZ2               | 14 de juny de 2006     | Palomar                | NEAT                                                   |
| 168254 -             | 2006 LY3               | 15 de juny de 2006     | Kitt Peak              | Spacewatch                                             |
| 168255 -             | 2006 LO7               | 6 de juny de 2006      | Siding Spring          | SSS                                                    |
| 168256 -             | 2006 MY                | 16 de juny de 2006     | Kitt Peak              | Spacewatch                                             |
| 168257 -             | 2006 MF1               | 16 de juny de 2006     | Kitt Peak              | Spacewatch                                             |
| 168258 -             | 2006 MO3               | 16 de juny de 2006     | Palomar                | NEAT                                                   |
| 168259 -             | 2006 MM9               | 19 de juny de 2006     | Kitt Peak              | Spacewatch                                             |
| 168260 -             | 2006 NT                | 2 de juliol de 2006    | Eskridge               | Eskridge                                               |
| 168261 -             | 2006 PW3               | 15 d'agost de 2006     | Suno                   | V. S. Casulli                                          |
| 168262 -             | 2006 PJ27              | 12 d'agost de 2006     | Siding Spring          | SSS                                                    |
| 168263 -             | 2006 PX36              | 12 d'agost de 2006     | Palomar                | NEAT                                                   |
| 168264 -             | 2006 PO37              | 13 d'agost de 2006     | Palomar                | NEAT                                                   |
| 168265 -             | 2006 QH37              | 16 d'agost de 2006     | Siding Spring          | SSS                                                    |
| 168266 -             | 2006 QJ46              | 20 d'agost de 2006     | Palomar                | NEAT                                                   |
| 168267 -             | 2006 SA353             | 30 de setembre de 2006 | Catalina               | CSS                                                    |
| 168268 -             | 2007 PQ1               | 5 d'agost de 2007      | Črni Vrh               | Črni Vrh                                               |
| 168269 -             | 2007 PS1               | 5 d'agost de 2007      | Reedy Creek            | J. Broughton                                           |
| 168270 -             | 2007 PY1               | 6 d'agost de 2007      | Great Shefford         | P. Birtwhistle                                         |
| 168271 -             | 2007 PE6               | 8 d'agost de 2007      | Socorro                | LINEAR                                                 |
| 168272 -             | 2007 PY7               | 10 d'agost de 2007     | Reedy Creek            | J. Broughton                                           |
| 168273 -             | 2007 PJ16              | 8 d'agost de 2007      | Socorro                | LINEAR                                                 |
| 168274 -             | 2007 PU16              | 8 d'agost de 2007      | Socorro                | LINEAR                                                 |
| 168275 -             | 2007 PZ16              | 8 d'agost de 2007      | Socorro                | LINEAR                                                 |
| 168276 -             | 2007 PS17              | 9 d'agost de 2007      | Socorro                | LINEAR                                                 |
| 168277 -             | 2007 PP21              | 9 d'agost de 2007      | Socorro                | LINEAR                                                 |
| 168278 -             | 2007 PJ29              | 9 d'agost de 2007      | Socorro                | LINEAR                                                 |
| 168279 -             | 2007 PV32              | 9 d'agost de 2007      | Socorro                | LINEAR                                                 |
| 168280 -             | 2007 QR5               | 18 d'agost de 2007     | Purple Mountain        | PMO NEO Survey Program                                 |
| 168281 -             | 2007 QM8               | 21 d'agost de 2007     | Anderson Mesa          | LONEOS                                                 |
| 168282 -             | 2007 QU9               | 22 d'agost de 2007     | Socorro                | LINEAR                                                 |
| 168283 -             | 2007 RR23              | 3 de setembre de 2007  | Catalina               | CSS                                                    |
| 168284 -             | 2007 RT36              | 8 de setembre de 2007  | Anderson Mesa          | LONEOS                                                 |
| 168285 -             | 2007 RZ77              | 10 de setembre de 2007 | Mount Lemmon           | Mount Lemmon Survey                                    |
| 168286 -             | 2007 RJ117             | 11 de setembre de 2007 | Kitt Peak              | Spacewatch                                             |
| 168287 -             | 2007 RG145             | 14 de setembre de 2007 | Socorro                | LINEAR                                                 |
| 168288 -             | 2007 RO210             | 11 de setembre de 2007 | Kitt Peak              | Spacewatch                                             |
| 168289 -             | 2007 SD                | 17 de setembre de 2007 | RAS                    | A. Lowe                                                |
| 168290 -             | 2045 P-L               | 24 de setembre de 1960 | Palomar                | C. J. van Houten, I. van Houten-Groeneveld, T. Gehrels |
| 168291 -             | 3041 P-L               | 24 de setembre de 1960 | Palomar                | C. J. van Houten, I. van Houten-Groeneveld, T. Gehrels |
| 168292 -             | 4267 P-L               | 25 de setembre de 1960 | Palomar                | C. J. van Houten, I. van Houten-Groeneveld, T. Gehrels |
| 168293 -             | 4724 P-L               | 24 de setembre de 1960 | Palomar                | C. J. van Houten, I. van Houten-Groeneveld, T. Gehrels |
| 168294 -             | 4883 P-L               | 24 de setembre de 1960 | Palomar                | C. J. van Houten, I. van Houten-Groeneveld, T. Gehrels |
| 168295 -             | 6280 P-L               | 24 de setembre de 1960 | Palomar                | C. J. van Houten, I. van Houten-Groeneveld, T. Gehrels |
| 168296 -             | 6740 P-L               | 24 de setembre de 1960 | Palomar                | C. J. van Houten, I. van Houten-Groeneveld, T. Gehrels |
| 168297 -             | 7575 P-L               | 17 d'octubre de 1960   | Palomar                | C. J. van Houten, I. van Houten-Groeneveld, T. Gehrels |
| 168298 -             | 3230 T-1               | 26 de març de 1971     | Palomar                | C. J. van Houten, I. van Houten-Groeneveld, T. Gehrels |
| 168299 -             | 1048 T-2               | 29 de setembre de 1973 | Palomar                | C. J. van Houten, I. van Houten-Groeneveld, T. Gehrels |
| 168300 -             | 1217 T-2               | 29 de setembre de 1973 | Palomar                | C. J. van Houten, I. van Houten-Groeneveld, T. Gehrels |
| 168301-168400        |                        |                        |                        |                                                        |
| 168301 -             | 1315 T-2               | 29 de setembre de 1973 | Palomar                | C. J. van Houten, I. van Houten-Groeneveld, T. Gehrels |
| 168302 -             | 1428 T-2               | 29 de setembre de 1973 | Palomar                | C. J. van Houten, I. van Houten-Groeneveld, T. Gehrels |
| 168303 -             | 2223 T-2               | 29 de setembre de 1973 | Palomar                | C. J. van Houten, I. van Houten-Groeneveld, T. Gehrels |
| 168304 -             | 3125 T-2               | 30 de setembre de 1973 | Palomar                | C. J. van Houten, I. van Houten-Groeneveld, T. Gehrels |
| 168305 -             | 3205 T-2               | 30 de setembre de 1973 | Palomar                | C. J. van Houten, I. van Houten-Groeneveld, T. Gehrels |
| 168306 -             | 4255 T-2               | 29 de setembre de 1973 | Palomar                | C. J. van Houten, I. van Houten-Groeneveld, T. Gehrels |
| 168307 -             | 1206 T-3               | 17 d'octubre de 1977   | Palomar                | C. J. van Houten, I. van Houten-Groeneveld, T. Gehrels |
| 168308 -             | 1216 T-3               | 17 d'octubre de 1977   | Palomar                | C. J. van Houten, I. van Houten-Groeneveld, T. Gehrels |
| 168309 -             | 2167 T-3               | 16 d'octubre de 1977   | Palomar                | C. J. van Houten, I. van Houten-Groeneveld, T. Gehrels |
| 168310 -             | 2316 T-3               | 16 d'octubre de 1977   | Palomar                | C. J. van Houten, I. van Houten-Groeneveld, T. Gehrels |
| 168311 -             | 3312 T-3               | 16 d'octubre de 1977   | Palomar                | C. J. van Houten, I. van Houten-Groeneveld, T. Gehrels |
| 168312 -             | 3396 T-3               | 16 d'octubre de 1977   | Palomar                | C. J. van Houten, I. van Houten-Groeneveld, T. Gehrels |
| 168313 -             | 5009 T-3               | 16 d'octubre de 1977   | Palomar                | C. J. van Houten, I. van Houten-Groeneveld, T. Gehrels |
| 168314 -             | 1981 EW6               | 6 de març de 1981      | Siding Spring          | S. J. Bus                                              |
| 168315 -             | 1982 RA1               | 13 de setembre de 1982 | Harvard Observatory    | Oak Ridge Observatory                                  |
| 168316 -             | 1982 WD                | 25 de novembre de 1982 | Palomar                | R. S. Dunbar                                           |
| 168317 -             | 1988 RY4               | 2 de setembre de 1988  | La Silla               | H. Debehogne                                           |
| 168318 -             | 1989 DA                | 27 de febrer de 1989   | Palomar                | J. Phinney                                             |
| 168319 -             | 1990 RW2               | 15 de setembre de 1990 | Palomar                | H. E. Holt                                             |
| 168320 -             | 1990 WG5               | 16 de novembre de 1990 | La Silla               | E. W. Elst                                             |
| 168321 Josephschmidt | 1991 RJ3               | 12 de setembre de 1991 | Tautenburg Observatory | F. Börngen, L. D. Schmadel                             |
| 168322 -             | 1992 EX7               | 2 de març de 1992      | La Silla               | UESAC                                                  |
| 168323 -             | 1992 ED23              | 1 de març de 1992      | La Silla               | UESAC                                                  |
| 168324 -             | 1993 FA19              | 17 de març de 1993     | La Silla               | UESAC                                                  |
| 168325 -             | 1993 FT27              | 21 de març de 1993     | La Silla               | UESAC                                                  |
| 168326 -             | 1993 FJ59              | 19 de març de 1993     | La Silla               | UESAC                                                  |
| 168327 -             | 1993 FZ60              | 19 de març de 1993     | La Silla               | UESAC                                                  |
| 168328 -             | 1993 NX1               | 12 de juliol de 1993   | La Silla               | E. W. Elst                                             |
| 168329 -             | 1993 TN6               | 9 d'octubre de 1993    | Kitt Peak              | Spacewatch                                             |
| 168330 -             | 1993 TZ7               | 10 d'octubre de 1993   | Kitt Peak              | Spacewatch                                             |
| 168331 -             | 1993 TA8               | 10 d'octubre de 1993   | Kitt Peak              | Spacewatch                                             |
| 168332 -             | 1993 TC28              | 9 d'octubre de 1993    | La Silla               | E. W. Elst                                             |
| 168333 -             | 1994 CU17              | 8 de febrer de 1994    | La Silla               | E. W. Elst                                             |
| 168334 -             | 1994 PQ1               | 12 d'agost de 1994     | Siding Spring          | R. H. McNaught                                         |
| 168335 -             | 1994 PW24              | 12 d'agost de 1994     | La Silla               | E. W. Elst                                             |
| 168336 -             | 1994 PV28              | 12 d'agost de 1994     | La Silla               | E. W. Elst                                             |
| 168337 -             | 1994 SK1               | 27 de setembre de 1994 | Kitt Peak              | Spacewatch                                             |
| 168338 -             | 1994 UW10              | 29 d'octubre de 1994   | Kitt Peak              | Spacewatch                                             |
| 168339 -             | 1995 FS8               | 26 de març de 1995     | Kitt Peak              | Spacewatch                                             |
| 168340 -             | 1995 JE1               | 4 de maig de 1995      | Kitt Peak              | Spacewatch                                             |
| 168341 -             | 1995 MT1               | 23 de juny de 1995     | Kitt Peak              | Spacewatch                                             |
| 168342 -             | 1995 MG4               | 29 de juny de 1995     | Kitt Peak              | Spacewatch                                             |
| 168343 -             | 1995 OJ2               | 22 de juliol de 1995   | Kitt Peak              | Spacewatch                                             |
| 168344 -             | 1995 OD14              | 23 de juliol de 1995   | Kitt Peak              | Spacewatch                                             |
| 168345 -             | 1995 SR30              | 20 de setembre de 1995 | Kitt Peak              | Spacewatch                                             |
| 168346 -             | 1995 SH89              | 29 de setembre de 1995 | Kitt Peak              | Spacewatch                                             |
| 168347 -             | 1995 UG13              | 17 d'octubre de 1995   | Kitt Peak              | Spacewatch                                             |
| 168348 -             | 1995 UZ18              | 19 d'octubre de 1995   | Kitt Peak              | Spacewatch                                             |
| 168349 -             | 1995 UZ30              | 20 d'octubre de 1995   | Kitt Peak              | Spacewatch                                             |
| 168350 -             | 1995 UX42              | 24 d'octubre de 1995   | Kitt Peak              | Spacewatch                                             |
| 168351 -             | 1995 UY51              | 20 d'octubre de 1995   | Kitt Peak              | Spacewatch                                             |
| 168352 -             | 1995 VV3               | 14 de novembre de 1995 | Kitt Peak              | Spacewatch                                             |
| 168353 -             | 1995 VQ5               | 14 de novembre de 1995 | Kitt Peak              | Spacewatch                                             |
| 168354 -             | 1996 AE6               | 12 de gener de 1996    | Kitt Peak              | Spacewatch                                             |
| 168355 -             | 1996 AU8               | 13 de gener de 1996    | Kitt Peak              | Spacewatch                                             |
| 168356 -             | 1996 AF15              | 12 de gener de 1996    | Kitt Peak              | Spacewatch                                             |
| 168357 -             | 1996 CF2               | 15 de febrer de 1996   | Kitt Peak              | Spacewatch                                             |
| 168358 Casca         | 1996 DF2               | 24 de febrer de 1996   | NRC-DAO                | D. D. Balam                                            |
| 168359 -             | 1996 DH3               | 29 de febrer de 1996   | Haleakala              | AMOS                                                   |
| 168360 -             | 1996 PC                | 6 d'agost de 1996      | Prescott               | P. G. Comba                                            |
| 168361 -             | 1996 RB18              | 14 de setembre de 1996 | Kitt Peak              | Spacewatch                                             |
| 168362 -             | 1996 RV28              | 11 de setembre de 1996 | La Silla               | Uppsala-DLR Trojan Survey                              |
| 168363 -             | 1996 TG18              | 4 d'octubre de 1996    | Kitt Peak              | Spacewatch                                             |
| 168364 -             | 1996 TZ19              | 5 d'octubre de 1996    | Kitt Peak              | Spacewatch                                             |
| 168365 -             | 1996 TT25              | 6 d'octubre de 1996    | Kitt Peak              | Spacewatch                                             |
| 168366 -             | 1996 TC42              | 8 d'octubre de 1996    | La Silla               | E. W. Elst                                             |
| 168367 -             | 1996 UT4               | 18 d'octubre de 1996   | Caussols               | ODAS                                                   |
| 168368 -             | 1996 WU3               | 18 de novembre de 1996 | Kitt Peak              | Spacewatch                                             |
| 168369 -             | 1996 XP6               | 1 de desembre de 1996  | Kitt Peak              | Spacewatch                                             |
| 168370 -             | 1996 XA17              | 4 de desembre de 1996  | Kitt Peak              | Spacewatch                                             |
| 168371 -             | 1996 XF20              | 4 de desembre de 1996  | Kitt Peak              | Spacewatch                                             |
| 168372 -             | 1996 XV22              | 12 de desembre de 1996 | Kitt Peak              | Spacewatch                                             |
| 168373 -             | 1997 CC11              | 3 de febrer de 1997    | Kitt Peak              | Spacewatch                                             |
| 168374 -             | 1997 CH23              | 4 de febrer de 1997    | Kitt Peak              | Spacewatch                                             |
| 168375 -             | 1997 EE1               | 3 de març de 1997      | Kitt Peak              | Spacewatch                                             |
| 168376 -             | 1997 EK15              | 4 de març de 1997      | Kitt Peak              | Spacewatch                                             |
| 168377 -             | 1997 EY16              | 8 de març de 1997      | Kitt Peak              | Spacewatch                                             |
| 168378 -             | 1997 ET30              | 12 de març de 1997     | Kitt Peak              | Spacewatch                                             |
| 168379 -             | 1997 GB15              | 3 d'abril de 1997      | Socorro                | LINEAR                                                 |
| 168380 -             | 1997 HX16              | 30 d'abril de 1997     | Kitt Peak              | Spacewatch                                             |
| 168381 -             | 1997 LY4               | 10 de juny de 1997     | Xinglong               | BAO Schmidt CCD Asteroid Program                       |
| 168382 -             | 1997 MC6               | 26 de juny de 1997     | Kitt Peak              | Spacewatch                                             |
| 168383 -             | 1997 MG8               | 29 de juny de 1997     | Kitt Peak              | Spacewatch                                             |
| 168384 -             | 1997 NP3               | 6 de juliol de 1997    | Kitt Peak              | Spacewatch                                             |
| 168385 -             | 1997 RH4               | 5 de setembre de 1997  | Caussols               | ODAS                                                   |
| 168386 -             | 1997 SR23              | 29 de setembre de 1997 | Kitt Peak              | Spacewatch                                             |
| 168387 -             | 1997 SJ30              | 30 de setembre de 1997 | Kitt Peak              | Spacewatch                                             |
| 168388 -             | 1997 TF5               | 1 d'octubre de 1997    | Caussols               | ODAS                                                   |
| 168389 -             | 1997 TC12              | 2 d'octubre de 1997    | Kitt Peak              | Spacewatch                                             |
| 168390 -             | 1997 WF6               | 23 de novembre de 1997 | Kitt Peak              | Spacewatch                                             |
| 168391 -             | 1997 WK36              | 29 de novembre de 1997 | Socorro                | LINEAR                                                 |
| 168392 -             | 1997 YU17              | 31 de desembre de 1997 | Kitt Peak              | Spacewatch                                             |
| 168393 -             | 1998 AU4               | 6 de gener de 1998     | Kitt Peak              | Spacewatch                                             |
| 168394 -             | 1998 BX2               | 19 de gener de 1998    | Nachi-Katsuura         | Y. Shimizu, T. Urata                                   |
| 168395 -             | 1998 BQ18              | 23 de gener de 1998    | Kitt Peak              | Spacewatch                                             |
| 168396 -             | 1998 BN31              | 26 de gener de 1998    | Kitt Peak              | Spacewatch                                             |
| 168397 -             | 1998 BD48              | 29 de gener de 1998    | Kitt Peak              | Spacewatch                                             |
| 168398 -             | 1998 DG                | 17 de febrer de 1998   | Modra                  | A. Galád, A. Pravda                                    |
| 168399 -             | 1998 DP12              | 24 de febrer de 1998   | Kitt Peak              | Spacewatch                                             |
| 168400 -             | 1998 EC5               | 1 de març de 1998      | Kitt Peak              | Spacewatch                                             |
| 168401-168500        |                        |                        |                        |                                                        |
| 168401 -             | 1998 EF11              | 1 de març de 1998      | La Silla               | E. W. Elst                                             |
| 168402 -             | 1998 FT47              | 20 de març de 1998     | Socorro                | LINEAR                                                 |
| 168403 -             | 1998 FW76              | 24 de març de 1998     | Socorro                | LINEAR                                                 |
| 168404 -             | 1998 FP92              | 24 de març de 1998     | Socorro                | LINEAR                                                 |
| 168405 -             | 1998 FW115             | 31 de març de 1998     | Socorro                | LINEAR                                                 |
| 168406 -             | 1998 FP119             | 20 de març de 1998     | Socorro                | LINEAR                                                 |
| 168407 -             | 1998 FP138             | 28 de març de 1998     | Socorro                | LINEAR                                                 |
| 168408 -             | 1998 HY11              | 19 d'abril de 1998     | Kitt Peak              | Spacewatch                                             |
| 168409 -             | 1998 HA25              | 17 d'abril de 1998     | Kitt Peak              | Spacewatch                                             |
| 168410 -             | 1998 HG99              | 21 d'abril de 1998     | Socorro                | LINEAR                                                 |
| 168411 -             | 1998 HO113             | 23 d'abril de 1998     | Socorro                | LINEAR                                                 |
| 168412 -             | 1998 HW154             | 19 d'abril de 1998     | Socorro                | LINEAR                                                 |
| 168413 -             | 1998 QJ10              | 17 d'agost de 1998     | Socorro                | LINEAR                                                 |
| 168414 -             | 1998 QY12              | 17 d'agost de 1998     | Socorro                | LINEAR                                                 |
| 168415 -             | 1998 QJ22              | 17 d'agost de 1998     | Socorro                | LINEAR                                                 |
| 168416 -             | 1998 QE30              | 26 d'agost de 1998     | Xinglong               | BAO Schmidt CCD Asteroid Program                       |
| 168417 -             | 1998 QF42              | 17 d'agost de 1998     | Socorro                | LINEAR                                                 |
| 168418 -             | 1998 QC50              | 17 d'agost de 1998     | Socorro                | LINEAR                                                 |
| 168419 -             | 1998 QE50              | 17 d'agost de 1998     | Socorro                | LINEAR                                                 |
| 168420 -             | 1998 QQ56              | 30 d'agost de 1998     | Kitt Peak              | Spacewatch                                             |
| 168421 -             | 1998 QW75              | 24 d'agost de 1998     | Socorro                | LINEAR                                                 |
| 168422 -             | 1998 QE82              | 24 d'agost de 1998     | Socorro                | LINEAR                                                 |
| 168423 -             | 1998 QG96              | 19 d'agost de 1998     | Socorro                | LINEAR                                                 |
| 168424 -             | 1998 QG104             | 26 d'agost de 1998     | La Silla               | E. W. Elst                                             |
| 168425 -             | 1998 RB29              | 14 de setembre de 1998 | Socorro                | LINEAR                                                 |
| 168426 -             | 1998 SJ54              | 16 de setembre de 1998 | Anderson Mesa          | LONEOS                                                 |
| 168427 -             | 1998 SL69              | 19 de setembre de 1998 | Socorro                | LINEAR                                                 |
| 168428 -             | 1998 SG87              | 26 de setembre de 1998 | Socorro                | LINEAR                                                 |
| 168429 -             | 1998 SP90              | 26 de setembre de 1998 | Socorro                | LINEAR                                                 |
| 168430 -             | 1998 SR96              | 26 de setembre de 1998 | Socorro                | LINEAR                                                 |
| 168431 -             | 1998 SB130             | 26 de setembre de 1998 | Socorro                | LINEAR                                                 |
| 168432 -             | 1998 TZ8               | 12 d'octubre de 1998   | Kitt Peak              | Spacewatch                                             |
| 168433 -             | 1998 UM5               | 22 d'octubre de 1998   | Caussols               | ODAS                                                   |
| 168434 -             | 1998 VA16              | 10 de novembre de 1998 | Socorro                | LINEAR                                                 |
| 168435 -             | 1998 VL21              | 10 de novembre de 1998 | Socorro                | LINEAR                                                 |
| 168436 -             | 1998 VH22              | 10 de novembre de 1998 | Socorro                | LINEAR                                                 |
| 168437 -             | 1998 VC23              | 10 de novembre de 1998 | Socorro                | LINEAR                                                 |
| 168438 -             | 1998 VT39              | 14 de novembre de 1998 | Kitt Peak              | Spacewatch                                             |
| 168439 -             | 1998 VS52              | 13 de novembre de 1998 | Socorro                | LINEAR                                                 |
| 168440 -             | 1998 WT2               | 17 de novembre de 1998 | Caussols               | ODAS                                                   |
| 168441 -             | 1998 WD3               | 18 de novembre de 1998 | Gekko                  | T. Kagawa                                              |
| 168442 -             | 1998 XO5               | 8 de desembre de 1998  | Kitt Peak              | Spacewatch                                             |
| 168443 -             | 1998 XL9               | 12 de desembre de 1998 | Višnjan Observatory    | K. Korlević                                            |
| 168444 -             | 1998 XX22              | 11 de desembre de 1998 | Kitt Peak              | Spacewatch                                             |
| 168445 -             | 1998 YE8               | 21 de desembre de 1998 | Uenohara               | N. Kawasato                                            |
| 168446 -             | 1998 YM21              | 26 de desembre de 1998 | Kitt Peak              | Spacewatch                                             |
| 168447 -             | 1999 AT1               | 8 de gener de 1999     | Kitt Peak              | Spacewatch                                             |
| 168448 -             | 1999 AE4               | 6 de gener de 1999     | Anderson Mesa          | LONEOS                                                 |
| 168449 -             | 1999 AN13              | 7 de gener de 1999     | Kitt Peak              | Spacewatch                                             |
| 168450 -             | 1999 AD22              | 11 de gener de 1999    | Xinglong               | BAO Schmidt CCD Asteroid Program                       |
| 168451 -             | 1999 CG43              | 10 de febrer de 1999   | Socorro                | LINEAR                                                 |
| 168452 -             | 1999 CC117             | 12 de febrer de 1999   | Socorro                | LINEAR                                                 |
| 168453 -             | 1999 CG130             | 6 de febrer de 1999    | Mauna Kea              | C. Veillet                                             |
| 168454 -             | 1999 EB10              | 14 de març de 1999     | Kitt Peak              | Spacewatch                                             |
| 168455 -             | 1999 FM1               | 16 de març de 1999     | Kitt Peak              | Spacewatch                                             |
| 168456 -             | 1999 FC4               | 16 de març de 1999     | Kitt Peak              | Spacewatch                                             |
| 168457 -             | 1999 FE5               | 18 de març de 1999     | Kitt Peak              | Spacewatch                                             |
| 168458 -             | 1999 FK12              | 18 de març de 1999     | Kitt Peak              | Spacewatch                                             |
| 168459 -             | 1999 FV20              | 19 de març de 1999     | Kitt Peak              | Spacewatch                                             |
| 168460 -             | 1999 GM3               | 7 d'abril de 1999      | Kitt Peak              | Spacewatch                                             |
| 168461 -             | 1999 HY4               | 17 d'abril de 1999     | Kitt Peak              | Spacewatch                                             |
| 168462 -             | 1999 JT29              | 10 de maig de 1999     | Socorro                | LINEAR                                                 |
| 168463 -             | 1999 JD47              | 10 de maig de 1999     | Socorro                | LINEAR                                                 |
| 168464 -             | 1999 JR71              | 12 de maig de 1999     | Socorro                | LINEAR                                                 |
| 168465 -             | 1999 JR89              | 12 de maig de 1999     | Socorro                | LINEAR                                                 |
| 168466 -             | 1999 JM112             | 13 de maig de 1999     | Socorro                | LINEAR                                                 |
| 168467 -             | 1999 JW127             | 10 de maig de 1999     | Socorro                | LINEAR                                                 |
| 168468 -             | 1999 KK2               | 16 de maig de 1999     | Kitt Peak              | Spacewatch                                             |
| 168469 -             | 1999 KS10              | 18 de maig de 1999     | Socorro                | LINEAR                                                 |
| 168470 -             | 1999 LT29              | 10 de juny de 1999     | Kitt Peak              | Spacewatch                                             |
| 168471 -             | 1999 LS30              | 12 de juny de 1999     | Kitt Peak              | Spacewatch                                             |
| 168472 -             | 1999 PQ4               | 8 d'agost de 1999      | Uenohara               | N. Kawasato                                            |
| 168473 -             | 1999 QU1               | 20 d'agost de 1999     | Gnosca                 | S. Sposetti                                            |
| 168474 -             | 1999 RN3               | 4 de setembre de 1999  | Catalina               | CSS                                                    |
| 168475 -             | 1999 RN24              | 7 de setembre de 1999  | Socorro                | LINEAR                                                 |
| 168476 -             | 1999 RM30              | 8 de setembre de 1999  | Socorro                | LINEAR                                                 |
| 168477 -             | 1999 RE31              | 8 de setembre de 1999  | Socorro                | LINEAR                                                 |
| 168478 -             | 1999 RF60              | 7 de setembre de 1999  | Socorro                | LINEAR                                                 |
| 168479 -             | 1999 RQ62              | 7 de setembre de 1999  | Socorro                | LINEAR                                                 |
| 168480 -             | 1999 RJ81              | 7 de setembre de 1999  | Socorro                | LINEAR                                                 |
| 168481 -             | 1999 RN85              | 7 de setembre de 1999  | Socorro                | LINEAR                                                 |
| 168482 -             | 1999 RD123             | 9 de setembre de 1999  | Socorro                | LINEAR                                                 |
| 168483 -             | 1999 RV124             | 13 de setembre de 1999 | Kitt Peak              | Spacewatch                                             |
| 168484 -             | 1999 RP125             | 9 de setembre de 1999  | Socorro                | LINEAR                                                 |
| 168485 -             | 1999 RP134             | 9 de setembre de 1999  | Socorro                | LINEAR                                                 |
| 168486 -             | 1999 RS134             | 9 de setembre de 1999  | Socorro                | LINEAR                                                 |
| 168487 -             | 1999 RV138             | 9 de setembre de 1999  | Socorro                | LINEAR                                                 |
| 168488 -             | 1999 RZ147             | 9 de setembre de 1999  | Socorro                | LINEAR                                                 |
| 168489 -             | 1999 RM150             | 9 de setembre de 1999  | Socorro                | LINEAR                                                 |
| 168490 -             | 1999 RC152             | 9 de setembre de 1999  | Socorro                | LINEAR                                                 |
| 168491 -             | 1999 RT153             | 9 de setembre de 1999  | Socorro                | LINEAR                                                 |
| 168492 -             | 1999 RL159             | 9 de setembre de 1999  | Socorro                | LINEAR                                                 |
| 168493 -             | 1999 RQ163             | 9 de setembre de 1999  | Socorro                | LINEAR                                                 |
| 168494 -             | 1999 RE177             | 9 de setembre de 1999  | Socorro                | LINEAR                                                 |
| 168495 -             | 1999 RB188             | 9 de setembre de 1999  | Socorro                | LINEAR                                                 |
| 168496 -             | 1999 RN191             | 11 de setembre de 1999 | Socorro                | LINEAR                                                 |
| 168497 -             | 1999 RX207             | 8 de setembre de 1999  | Socorro                | LINEAR                                                 |
| 168498 -             | 1999 RG208             | 8 de setembre de 1999  | Socorro                | LINEAR                                                 |
| 168499 -             | 1999 RK223             | 7 de setembre de 1999  | Socorro                | LINEAR                                                 |
| 168500 -             | 1999 RJ249             | 7 de setembre de 1999  | Socorro                | LINEAR                                                 |
| 168501-168600        |                        |                        |                        |                                                        |
| 168501 -             | 1999 RQ249             | 4 de setembre de 1999  | Catalina               | CSS                                                    |
| 168502 -             | 1999 SS10              | 29 de setembre de 1999 | Xinglong               | BAO Schmidt CCD Asteroid Program                       |
| 168503 -             | 1999 TL8               | 6 d'octubre de 1999    | Višnjan Observatory    | K. Korlević, M. Jurić                                  |
| 168504 -             | 1999 TL15              | 12 d'octubre de 1999   | Ondřejov               | P. Kušnirák, P. Pravec                                 |
| 168505 -             | 1999 TL37              | 13 d'octubre de 1999   | Anderson Mesa          | LONEOS                                                 |
| 168506 -             | 1999 TQ50              | 4 d'octubre de 1999    | Kitt Peak              | Spacewatch                                             |
| 168507 -             | 1999 TC64              | 8 d'octubre de 1999    | Kitt Peak              | Spacewatch                                             |
| 168508 -             | 1999 TT68              | 9 d'octubre de 1999    | Kitt Peak              | Spacewatch                                             |
| 168509 -             | 1999 TU68              | 9 d'octubre de 1999    | Kitt Peak              | Spacewatch                                             |
| 168510 -             | 1999 TK81              | 12 d'octubre de 1999   | Kitt Peak              | Spacewatch                                             |
| 168511 -             | 1999 TH98              | 2 d'octubre de 1999    | Socorro                | LINEAR                                                 |
| 168512 -             | 1999 TV104             | 3 d'octubre de 1999    | Socorro                | LINEAR                                                 |
| 168513 -             | 1999 TE131             | 6 d'octubre de 1999    | Socorro                | LINEAR                                                 |
| 168514 -             | 1999 TX134             | 6 d'octubre de 1999    | Socorro                | LINEAR                                                 |
| 168515 -             | 1999 TY142             | 7 d'octubre de 1999    | Socorro                | LINEAR                                                 |
| 168516 -             | 1999 TY159             | 9 d'octubre de 1999    | Socorro                | LINEAR                                                 |
| 168517 -             | 1999 TJ166             | 10 d'octubre de 1999   | Socorro                | LINEAR                                                 |
| 168518 -             | 1999 TX170             | 10 d'octubre de 1999   | Socorro                | LINEAR                                                 |
| 168519 -             | 1999 TS193             | 12 d'octubre de 1999   | Socorro                | LINEAR                                                 |
| 168520 -             | 1999 TV233             | 3 d'octubre de 1999    | Socorro                | LINEAR                                                 |
| 168521 -             | 1999 TV236             | 3 d'octubre de 1999    | Catalina               | CSS                                                    |
| 168522 -             | 1999 TM238             | 4 d'octubre de 1999    | Catalina               | CSS                                                    |
| 168523 -             | 1999 TN242             | 4 d'octubre de 1999    | Catalina               | CSS                                                    |
| 168524 -             | 1999 TO253             | 10 d'octubre de 1999   | Kitt Peak              | Spacewatch                                             |
| 168525 -             | 1999 TM259             | 9 d'octubre de 1999    | Socorro                | LINEAR                                                 |
| 168526 -             | 1999 TG279             | 7 d'octubre de 1999    | Socorro                | LINEAR                                                 |
| 168527 -             | 1999 TV318             | 12 d'octubre de 1999   | Kitt Peak              | Spacewatch                                             |
| 168528 -             | 1999 UA16              | 29 d'octubre de 1999   | Catalina               | CSS                                                    |
| 168529 -             | 1999 UQ20              | 31 d'octubre de 1999   | Kitt Peak              | Spacewatch                                             |
| 168530 -             | 1999 UU33              | 31 d'octubre de 1999   | Kitt Peak              | Spacewatch                                             |
| 168531 -             | 1999 VF12              | 10 de novembre de 1999 | Kitt Peak              | M. W. Buie                                             |
| 168532 -             | 1999 VV21              | 12 de novembre de 1999 | Višnjan Observatory    | K. Korlević                                            |
| 168533 -             | 1999 VQ39              | 10 de novembre de 1999 | Socorro                | LINEAR                                                 |
| 168534 -             | 1999 VW45              | 4 de novembre de 1999  | Catalina               | CSS                                                    |
| 168535 -             | 1999 VF65              | 4 de novembre de 1999  | Socorro                | LINEAR                                                 |
| 168536 -             | 1999 VU66              | 4 de novembre de 1999  | Socorro                | LINEAR                                                 |
| 168537 -             | 1999 VG68              | 4 de novembre de 1999  | Socorro                | LINEAR                                                 |
| 168538 -             | 1999 VA85              | 6 de novembre de 1999  | Kitt Peak              | Spacewatch                                             |
| 168539 -             | 1999 VF89              | 4 de novembre de 1999  | Socorro                | LINEAR                                                 |
| 168540 -             | 1999 VT95              | 9 de novembre de 1999  | Socorro                | LINEAR                                                 |
| 168541 -             | 1999 VY99              | 9 de novembre de 1999  | Socorro                | LINEAR                                                 |
| 168542 -             | 1999 VL123             | 5 de novembre de 1999  | Kitt Peak              | Spacewatch                                             |
| 168543 -             | 1999 VL128             | 9 de novembre de 1999  | Kitt Peak              | Spacewatch                                             |
| 168544 -             | 1999 VE149             | 14 de novembre de 1999 | Socorro                | LINEAR                                                 |
| 168545 -             | 1999 VE169             | 14 de novembre de 1999 | Socorro                | LINEAR                                                 |
| 168546 -             | 1999 VA189             | 15 de novembre de 1999 | Socorro                | LINEAR                                                 |
| 168547 -             | 1999 VK191             | 12 de novembre de 1999 | Socorro                | LINEAR                                                 |
| 168548 -             | 1999 VH194             | 1 de novembre de 1999  | Socorro                | LINEAR                                                 |
| 168549 -             | 1999 VR209             | 11 de novembre de 1999 | Catalina               | CSS                                                    |
| 168550 -             | 1999 VQ212             | 12 de novembre de 1999 | Socorro                | LINEAR                                                 |
| 168551 -             | 1999 WH4               | 28 de novembre de 1999 | Chiyoda                | T. Kojima                                              |
| 168552 -             | 1999 WV7               | 29 de novembre de 1999 | Višnjan Observatory    | K. Korlević                                            |
| 168553 -             | 1999 WF9               | 29 de novembre de 1999 | Črni Vrh               | Črni Vrh                                               |
| 168554 -             | 1999 WS13              | 30 de novembre de 1999 | Črni Vrh               | Črni Vrh                                               |
| 168555 -             | 1999 WY17              | 30 de novembre de 1999 | Kitt Peak              | Spacewatch                                             |
| 168556 -             | 1999 WJ24              | 28 de novembre de 1999 | Kitt Peak              | Spacewatch                                             |
| 168557 -             | 1999 XF6               | 4 de desembre de 1999  | Catalina               | CSS                                                    |
| 168558 -             | 1999 XX16              | 7 de desembre de 1999  | Socorro                | LINEAR                                                 |
| 168559 -             | 1999 XE26              | 6 de desembre de 1999  | Socorro                | LINEAR                                                 |
| 168560 -             | 1999 XK27              | 6 de desembre de 1999  | Socorro                | LINEAR                                                 |
| 168561 -             | 1999 XP27              | 6 de desembre de 1999  | Socorro                | LINEAR                                                 |
| 168562 -             | 1999 XM39              | 6 de desembre de 1999  | Socorro                | LINEAR                                                 |
| 168563 -             | 1999 XR77              | 7 de desembre de 1999  | Socorro                | LINEAR                                                 |
| 168564 -             | 1999 XM85              | 7 de desembre de 1999  | Socorro                | LINEAR                                                 |
| 168565 -             | 1999 XL86              | 7 de desembre de 1999  | Socorro                | LINEAR                                                 |
| 168566 -             | 1999 XE94              | 7 de desembre de 1999  | Socorro                | LINEAR                                                 |
| 168567 -             | 1999 XH94              | 7 de desembre de 1999  | Socorro                | LINEAR                                                 |
| 168568 -             | 1999 XP119             | 5 de desembre de 1999  | Catalina               | CSS                                                    |
| 168569 -             | 1999 XY130             | 12 de desembre de 1999 | Socorro                | LINEAR                                                 |
| 168570 -             | 1999 XU132             | 12 de desembre de 1999 | Socorro                | LINEAR                                                 |
| 168571 -             | 1999 XB136             | 13 de desembre de 1999 | Socorro                | LINEAR                                                 |
| 168572 -             | 1999 XS141             | 10 de desembre de 1999 | Socorro                | LINEAR                                                 |
| 168573 -             | 1999 XZ141             | 12 de desembre de 1999 | Socorro                | LINEAR                                                 |
| 168574 -             | 1999 XD142             | 12 de desembre de 1999 | Socorro                | LINEAR                                                 |
| 168575 -             | 1999 XL142             | 12 de desembre de 1999 | Socorro                | LINEAR                                                 |
| 168576 -             | 1999 XM142             | 12 de desembre de 1999 | Socorro                | LINEAR                                                 |
| 168577 -             | 1999 XO142             | 12 de desembre de 1999 | Socorro                | LINEAR                                                 |
| 168578 -             | 1999 XJ179             | 10 de desembre de 1999 | Socorro                | LINEAR                                                 |
| 168579 -             | 1999 XG182             | 12 de desembre de 1999 | Socorro                | LINEAR                                                 |
| 168580 -             | 1999 XS208             | 13 de desembre de 1999 | Socorro                | LINEAR                                                 |
| 168581 -             | 1999 XO216             | 13 de desembre de 1999 | Kitt Peak              | Spacewatch                                             |
| 168582 -             | 1999 XP228             | 14 de desembre de 1999 | Kitt Peak              | Spacewatch                                             |
| 168583 -             | 1999 XJ231             | 7 de desembre de 1999  | Catalina               | CSS                                                    |
| 168584 -             | 1999 XN233             | 3 de desembre de 1999  | Socorro                | LINEAR                                                 |
| 168585 -             | 1999 XJ236             | 4 de desembre de 1999  | Kitt Peak              | Spacewatch                                             |
| 168586 -             | 1999 YN1               | 17 de desembre de 1999 | Socorro                | LINEAR                                                 |
| 168587 -             | 1999 YM6               | 30 de desembre de 1999 | Socorro                | LINEAR                                                 |
| 168588 -             | 1999 YN19              | 29 de desembre de 1999 | Mauna Kea              | C. Veillet                                             |
| 168589 -             | 1999 YU27              | 30 de desembre de 1999 | Socorro                | LINEAR                                                 |
| 168590 -             | 2000 AE9               | 2 de gener de 2000     | Socorro                | LINEAR                                                 |
| 168591 -             | 2000 AF16              | 3 de gener de 2000     | Socorro                | LINEAR                                                 |
| 168592 -             | 2000 AY24              | 3 de gener de 2000     | Socorro                | LINEAR                                                 |
| 168593 -             | 2000 AS28              | 3 de gener de 2000     | Socorro                | LINEAR                                                 |
| 168594 -             | 2000 AV31              | 3 de gener de 2000     | Socorro                | LINEAR                                                 |
| 168595 -             | 2000 AP35              | 3 de gener de 2000     | Socorro                | LINEAR                                                 |
| 168596 -             | 2000 AV42              | 4 de gener de 2000     | Socorro                | LINEAR                                                 |
| 168597 -             | 2000 AW47              | 4 de gener de 2000     | Socorro                | LINEAR                                                 |
| 168598 -             | 2000 AG49              | 5 de gener de 2000     | Socorro                | LINEAR                                                 |
| 168599 -             | 2000 AY63              | 4 de gener de 2000     | Socorro                | LINEAR                                                 |
| 168600 -             | 2000 AA69              | 5 de gener de 2000     | Socorro                | LINEAR                                                 |
| 168601-168700        |                        |                        |                        |                                                        |
| 168601 -             | 2000 AD74              | 5 de gener de 2000     | Socorro                | LINEAR                                                 |
| 168602 -             | 2000 AA88              | 5 de gener de 2000     | Socorro                | LINEAR                                                 |
| 168603 -             | 2000 AH126             | 5 de gener de 2000     | Socorro                | LINEAR                                                 |
| 168604 -             | 2000 AJ133             | 3 de gener de 2000     | Socorro                | LINEAR                                                 |
| 168605 -             | 2000 AG134             | 4 de gener de 2000     | Socorro                | LINEAR                                                 |
| 168606 -             | 2000 AS154             | 3 de gener de 2000     | Socorro                | LINEAR                                                 |
| 168607 -             | 2000 AV167             | 8 de gener de 2000     | Socorro                | LINEAR                                                 |
| 168608 -             | 2000 AA176             | 7 de gener de 2000     | Socorro                | LINEAR                                                 |
| 168609 -             | 2000 AO181             | 7 de gener de 2000     | Socorro                | LINEAR                                                 |
| 168610 -             | 2000 AD196             | 8 de gener de 2000     | Socorro                | LINEAR                                                 |
| 168611 -             | 2000 AJ214             | 6 de gener de 2000     | Kitt Peak              | Spacewatch                                             |
| 168612 -             | 2000 AP229             | 3 de gener de 2000     | Kitt Peak              | Spacewatch                                             |
| 168613 -             | 2000 AA246             | 7 de gener de 2000     | Mauna Kea              | D. J. Tholen, R. J. Whiteley                           |
| 168614 -             | 2000 BW6               | 27 de gener de 2000    | Socorro                | LINEAR                                                 |
| 168615 -             | 2000 BC12              | 28 de gener de 2000    | Kitt Peak              | Spacewatch                                             |
| 168616 -             | 2000 BN21              | 29 de gener de 2000    | Kitt Peak              | Spacewatch                                             |
| 168617 -             | 2000 BH26              | 30 de gener de 2000    | Socorro                | LINEAR                                                 |
| 168618 -             | 2000 BT26              | 30 de gener de 2000    | Socorro                | LINEAR                                                 |
| 168619 -             | 2000 BB40              | 27 de gener de 2000    | Kitt Peak              | Spacewatch                                             |
| 168620 -             | 2000 BD41              | 30 de gener de 2000    | Kitt Peak              | Spacewatch                                             |
| 168621 -             | 2000 CD2               | 2 de febrer de 2000    | Oizumi                 | T. Kobayashi                                           |
| 168622 -             | 2000 CA14              | 2 de febrer de 2000    | Socorro                | LINEAR                                                 |
| 168623 -             | 2000 CU15              | 2 de febrer de 2000    | Socorro                | LINEAR                                                 |
| 168624 -             | 2000 CW22              | 2 de febrer de 2000    | Socorro                | LINEAR                                                 |
| 168625 -             | 2000 CN28              | 2 de febrer de 2000    | Socorro                | LINEAR                                                 |
| 168626 -             | 2000 CE55              | 3 de febrer de 2000    | Socorro                | LINEAR                                                 |
| 168627 -             | 2000 CO65              | 4 de febrer de 2000    | Socorro                | LINEAR                                                 |
| 168628 -             | 2000 CU66              | 6 de febrer de 2000    | Socorro                | LINEAR                                                 |
| 168629 -             | 2000 CB69              | 1 de febrer de 2000    | Kitt Peak              | Spacewatch                                             |
| 168630 -             | 2000 CO83              | 4 de febrer de 2000    | Socorro                | LINEAR                                                 |
| 168631 -             | 2000 CG84              | 4 de febrer de 2000    | Socorro                | LINEAR                                                 |
| 168632 -             | 2000 CB88              | 4 de febrer de 2000    | Socorro                | LINEAR                                                 |
| 168633 -             | 2000 CE101             | 12 de febrer de 2000   | Kitt Peak              | Spacewatch                                             |
| 168634 -             | 2000 CM101             | 15 de febrer de 2000   | Oaxaca                 | J. M. Roe                                              |
| 168635 -             | 2000 CU109             | 5 de febrer de 2000    | Kitt Peak              | M. W. Buie                                             |
| 168636 -             | 2000 CV135             | 2 de febrer de 2000    | Kitt Peak              | Spacewatch                                             |
| 168637 -             | 2000 CC137             | 4 de febrer de 2000    | Kitt Peak              | Spacewatch                                             |
| 168638 -             | 2000 CH149             | 12 de febrer de 2000   | Apache Point           | SDSS                                                   |
| 168639 -             | 2000 DC9               | 26 de febrer de 2000   | Kitt Peak              | Spacewatch                                             |
| 168640 -             | 2000 DM10              | 26 de febrer de 2000   | Kitt Peak              | Spacewatch                                             |
| 168641 -             | 2000 DA11              | 26 de febrer de 2000   | Kitt Peak              | Spacewatch                                             |
| 168642 -             | 2000 DT36              | 29 de febrer de 2000   | Socorro                | LINEAR                                                 |
| 168643 -             | 2000 DP40              | 29 de febrer de 2000   | Socorro                | LINEAR                                                 |
| 168644 -             | 2000 DY41              | 29 de febrer de 2000   | Socorro                | LINEAR                                                 |
| 168645 -             | 2000 DU48              | 29 de febrer de 2000   | Socorro                | LINEAR                                                 |
| 168646 -             | 2000 DE54              | 29 de febrer de 2000   | Socorro                | LINEAR                                                 |
| 168647 -             | 2000 DF54              | 29 de febrer de 2000   | Socorro                | LINEAR                                                 |
| 168648 -             | 2000 DZ56              | 29 de febrer de 2000   | Socorro                | LINEAR                                                 |
| 168649 -             | 2000 DD60              | 29 de febrer de 2000   | Socorro                | LINEAR                                                 |
| 168650 -             | 2000 DN63              | 29 de febrer de 2000   | Socorro                | LINEAR                                                 |
| 168651 -             | 2000 DL67              | 29 de febrer de 2000   | Socorro                | LINEAR                                                 |
| 168652 -             | 2000 DH68              | 29 de febrer de 2000   | Socorro                | LINEAR                                                 |
| 168653 -             | 2000 DJ82              | 28 de febrer de 2000   | Socorro                | LINEAR                                                 |
| 168654 -             | 2000 DP83              | 28 de febrer de 2000   | Socorro                | LINEAR                                                 |
| 168655 -             | 2000 DV84              | 29 de febrer de 2000   | Socorro                | LINEAR                                                 |
| 168656 -             | 2000 DV105             | 29 de febrer de 2000   | Socorro                | LINEAR                                                 |
| 168657 -             | 2000 ED10              | 3 de març de 2000      | Socorro                | LINEAR                                                 |
| 168658 -             | 2000 EK18              | 5 de març de 2000      | Socorro                | LINEAR                                                 |
| 168659 -             | 2000 EH22              | 3 de març de 2000      | Kitt Peak              | Spacewatch                                             |
| 168660 -             | 2000 EN33              | 5 de març de 2000      | Socorro                | LINEAR                                                 |
| 168661 -             | 2000 EA53              | 3 de març de 2000      | Kitt Peak              | Spacewatch                                             |
| 168662 -             | 2000 EH89              | 9 de març de 2000      | Socorro                | LINEAR                                                 |
| 168663 -             | 2000 EM104             | 15 de març de 2000     | Socorro                | LINEAR                                                 |
| 168664 -             | 2000 EC110             | 8 de març de 2000      | Haleakala              | NEAT                                                   |
| 168665 -             | 2000 EJ113             | 9 de març de 2000      | Haleakala              | NEAT                                                   |
| 168666 -             | 2000 EV118             | 11 de març de 2000     | Anderson Mesa          | LONEOS                                                 |
| 168667 -             | 2000 EF141             | 2 de març de 2000      | Kitt Peak              | Spacewatch                                             |
| 168668 -             | 2000 EK149             | 5 de març de 2000      | Socorro                | LINEAR                                                 |
| 168669 -             | 2000 ED153             | 6 de març de 2000      | Haleakala              | NEAT                                                   |
| 168670 -             | 2000 ED164             | 3 de març de 2000      | Socorro                | LINEAR                                                 |
| 168671 -             | 2000 EH176             | 3 de març de 2000      | Kitt Peak              | Spacewatch                                             |
| 168672 -             | 2000 EV181             | 4 de març de 2000      | Socorro                | LINEAR                                                 |
| 168673 -             | 2000 EX198             | 2 de març de 2000      | Kitt Peak              | Spacewatch                                             |
| 168674 -             | 2000 FC                | 24 de març de 2000     | Prescott               | P. G. Comba                                            |
| 168675 -             | 2000 FX1               | 25 de març de 2000     | Kitt Peak              | Spacewatch                                             |
| 168676 -             | 2000 FN3               | 28 de març de 2000     | Socorro                | LINEAR                                                 |
| 168677 -             | 2000 FP4               | 27 de març de 2000     | Kitt Peak              | Spacewatch                                             |
| 168678 -             | 2000 FC5               | 27 de març de 2000     | Kitt Peak              | Spacewatch                                             |
| 168679 -             | 2000 FU7               | 27 de març de 2000     | Socorro                | LINEAR                                                 |
| 168680 -             | 2000 FU12              | 28 de març de 2000     | Socorro                | LINEAR                                                 |
| 168681 -             | 2000 FP19              | 29 de març de 2000     | Socorro                | LINEAR                                                 |
| 168682 -             | 2000 FN54              | 30 de març de 2000     | Kitt Peak              | Spacewatch                                             |
| 168683 -             | 2000 FE69              | 27 de març de 2000     | Kitt Peak              | Spacewatch                                             |
| 168684 -             | 2000 FD72              | 25 de març de 2000     | Kitt Peak              | Spacewatch                                             |
| 168685 -             | 2000 GM12              | 5 d'abril de 2000      | Socorro                | LINEAR                                                 |
| 168686 -             | 2000 GH19              | 5 d'abril de 2000      | Socorro                | LINEAR                                                 |
| 168687 -             | 2000 GP19              | 5 d'abril de 2000      | Socorro                | LINEAR                                                 |
| 168688 -             | 2000 GN29              | 5 d'abril de 2000      | Socorro                | LINEAR                                                 |
| 168689 -             | 2000 GM30              | 5 d'abril de 2000      | Socorro                | LINEAR                                                 |
| 168690 -             | 2000 GL37              | 5 d'abril de 2000      | Socorro                | LINEAR                                                 |
| 168691 -             | 2000 GT46              | 5 d'abril de 2000      | Socorro                | LINEAR                                                 |
| 168692 -             | 2000 GY56              | 5 d'abril de 2000      | Socorro                | LINEAR                                                 |
| 168693 -             | 2000 GV59              | 5 d'abril de 2000      | Socorro                | LINEAR                                                 |
| 168694 -             | 2000 GN66              | 5 d'abril de 2000      | Socorro                | LINEAR                                                 |
| 168695 -             | 2000 GT118             | 3 d'abril de 2000      | Kitt Peak              | Spacewatch                                             |
| 168696 -             | 2000 GY119             | 5 d'abril de 2000      | Kitt Peak              | Spacewatch                                             |
| 168697 -             | 2000 GQ122             | 6 d'abril de 2000      | Bergisch Gladbach      | W. Bickel                                              |
| 168698 -             | 2000 GX140             | 5 d'abril de 2000      | Anderson Mesa          | L. H. Wasserman                                        |
| 168699 -             | 2000 GO144             | 7 d'abril de 2000      | Kitt Peak              | Spacewatch                                             |
| 168700 -             | 2000 GE147             | 2 d'abril de 2000      | Mauna Kea              | D. C. Jewitt, C. A. Trujillo, S. S. Sheppard           |
| 168701-168800        |                        |                        |                        |                                                        |
| 168701 -             | 2000 GU159             | 7 d'abril de 2000      | Socorro                | LINEAR                                                 |
| 168702 -             | 2000 GC175             | 5 d'abril de 2000      | Anderson Mesa          | LONEOS                                                 |
| 168703 -             | 2000 GP183             | 2 d'abril de 2000      | Mauna Kea              | Mauna Kea                                              |
| 168704 -             | 2000 GA186             | 3 d'abril de 2000      | Kitt Peak              | Spacewatch                                             |
| 168705 -             | 2000 HN                | 24 d'abril de 2000     | Kitt Peak              | Spacewatch                                             |
| 168706 -             | 2000 HE1               | 24 d'abril de 2000     | Kitt Peak              | Spacewatch                                             |
| 168707 -             | 2000 HR6               | 24 d'abril de 2000     | Kitt Peak              | Spacewatch                                             |
| 168708 -             | 2000 HJ10              | 27 d'abril de 2000     | Socorro                | LINEAR                                                 |
| 168709 -             | 2000 HS34              | 25 d'abril de 2000     | Anderson Mesa          | LONEOS                                                 |
| 168710 -             | 2000 HE41              | 28 d'abril de 2000     | Socorro                | LINEAR                                                 |
| 168711 -             | 2000 HM74              | 30 d'abril de 2000     | Haleakala              | NEAT                                                   |
| 168712 -             | 2000 HY79              | 28 d'abril de 2000     | Anderson Mesa          | LONEOS                                                 |
| 168713 -             | 2000 HN86              | 30 d'abril de 2000     | Anderson Mesa          | LONEOS                                                 |
| 168714 -             | 2000 JQ10              | 7 de maig de 2000      | Socorro                | LINEAR                                                 |
| 168715 -             | 2000 JF16              | 5 de maig de 2000      | Socorro                | LINEAR                                                 |
| 168716 -             | 2000 JK41              | 7 de maig de 2000      | Socorro                | LINEAR                                                 |
| 168717 -             | 2000 JP59              | 7 de maig de 2000      | Socorro                | LINEAR                                                 |
| 168718 -             | 2000 JM73              | 2 de maig de 2000      | Anderson Mesa          | LONEOS                                                 |
| 168719 -             | 2000 KF7               | 27 de maig de 2000     | Socorro                | LINEAR                                                 |
| 168720 -             | 2000 KB12              | 28 de maig de 2000     | Socorro                | LINEAR                                                 |
| 168721 -             | 2000 KB45              | 29 de maig de 2000     | Kitt Peak              | Spacewatch                                             |
| 168722 -             | 2000 LH                | 1 de juny de 2000      | Prescott               | P. G. Comba                                            |
| 168723 -             | 2000 OR9               | 31 de juliol de 2000   | Črni Vrh               | Črni Vrh                                               |
| 168724 -             | 2000 OG10              | 23 de juliol de 2000   | Socorro                | LINEAR                                                 |
| 168725 -             | 2000 OH16              | 23 de juliol de 2000   | Socorro                | LINEAR                                                 |
| 168726 -             | 2000 OP29              | 30 de juliol de 2000   | Socorro                | LINEAR                                                 |
| 168727 -             | 2000 OJ30              | 30 de juliol de 2000   | Socorro                | LINEAR                                                 |
| 168728 -             | 2000 OZ33              | 30 de juliol de 2000   | Socorro                | LINEAR                                                 |
| 168729 -             | 2000 OA44              | 30 de juliol de 2000   | Socorro                | LINEAR                                                 |
| 168730 -             | 2000 OX51              | 30 de juliol de 2000   | Socorro                | LINEAR                                                 |
| 168731 -             | 2000 OF55              | 29 de juliol de 2000   | Anderson Mesa          | LONEOS                                                 |
| 168732 -             | 2000 OT55              | 29 de juliol de 2000   | Anderson Mesa          | LONEOS                                                 |
| 168733 -             | 2000 PD2               | 1 d'agost de 2000      | Socorro                | LINEAR                                                 |
| 168734 -             | 2000 PB28              | 4 d'agost de 2000      | Haleakala              | NEAT                                                   |
| 168735 -             | 2000 QX7               | 25 d'agost de 2000     | Farra d'Isonzo         | Farra d'Isonzo                                         |
| 168736 -             | 2000 QF22              | 24 d'agost de 2000     | Socorro                | LINEAR                                                 |
| 168737 -             | 2000 QT32              | 26 d'agost de 2000     | Socorro                | LINEAR                                                 |
| 168738 -             | 2000 QN47              | 24 d'agost de 2000     | Socorro                | LINEAR                                                 |
| 168739 -             | 2000 QG57              | 26 d'agost de 2000     | Socorro                | LINEAR                                                 |
| 168740 -             | 2000 QG81              | 24 d'agost de 2000     | Socorro                | LINEAR                                                 |
| 168741 -             | 2000 QZ88              | 25 d'agost de 2000     | Socorro                | LINEAR                                                 |
| 168742 -             | 2000 QY92              | 25 d'agost de 2000     | Socorro                | LINEAR                                                 |
| 168743 -             | 2000 QO97              | 28 d'agost de 2000     | Socorro                | LINEAR                                                 |
| 168744 -             | 2000 QB102             | 28 d'agost de 2000     | Socorro                | LINEAR                                                 |
| 168745 -             | 2000 QJ102             | 28 d'agost de 2000     | Socorro                | LINEAR                                                 |
| 168746 -             | 2000 QY118             | 25 d'agost de 2000     | Socorro                | LINEAR                                                 |
| 168747 -             | 2000 QY121             | 25 d'agost de 2000     | Socorro                | LINEAR                                                 |
| 168748 -             | 2000 QB124             | 25 d'agost de 2000     | Socorro                | LINEAR                                                 |
| 168749 -             | 2000 QA158             | 31 d'agost de 2000     | Socorro                | LINEAR                                                 |
| 168750 -             | 2000 QZ162             | 31 d'agost de 2000     | Socorro                | LINEAR                                                 |
| 168751 -             | 2000 QP174             | 31 d'agost de 2000     | Socorro                | LINEAR                                                 |
| 168752 -             | 2000 QQ174             | 31 d'agost de 2000     | Socorro                | LINEAR                                                 |
| 168753 -             | 2000 QE185             | 26 d'agost de 2000     | Socorro                | LINEAR                                                 |
| 168754 -             | 2000 QM190             | 26 d'agost de 2000     | Socorro                | LINEAR                                                 |
| 168755 -             | 2000 QY190             | 26 d'agost de 2000     | Socorro                | LINEAR                                                 |
| 168756 -             | 2000 QJ199             | 29 d'agost de 2000     | Socorro                | LINEAR                                                 |
| 168757 -             | 2000 QV200             | 29 d'agost de 2000     | Socorro                | LINEAR                                                 |
| 168758 -             | 2000 QH202             | 29 d'agost de 2000     | Socorro                | LINEAR                                                 |
| 168759 -             | 2000 QM206             | 31 d'agost de 2000     | Socorro                | LINEAR                                                 |
| 168760 -             | 2000 QB212             | 31 d'agost de 2000     | Socorro                | LINEAR                                                 |
| 168761 -             | 2000 QQ212             | 31 d'agost de 2000     | Socorro                | LINEAR                                                 |
| 168762 -             | 2000 QG215             | 31 d'agost de 2000     | Socorro                | LINEAR                                                 |
| 168763 -             | 2000 QM215             | 31 d'agost de 2000     | Socorro                | LINEAR                                                 |
| 168764 -             | 2000 QH220             | 21 d'agost de 2000     | Anderson Mesa          | LONEOS                                                 |
| 168765 -             | 2000 QH223             | 21 d'agost de 2000     | Anderson Mesa          | LONEOS                                                 |
| 168766 -             | 2000 QF224             | 26 d'agost de 2000     | Socorro                | LINEAR                                                 |
| 168767 -             | 2000 QZ244             | 25 d'agost de 2000     | Cerro Tololo           | M. W. Buie                                             |
| 168768 -             | 2000 RN15              | 1 de setembre de 2000  | Socorro                | LINEAR                                                 |
| 168769 -             | 2000 RO16              | 1 de setembre de 2000  | Socorro                | LINEAR                                                 |
| 168770 -             | 2000 RD17              | 1 de setembre de 2000  | Socorro                | LINEAR                                                 |
| 168771 -             | 2000 RM19              | 1 de setembre de 2000  | Socorro                | LINEAR                                                 |
| 168772 -             | 2000 RW21              | 1 de setembre de 2000  | Socorro                | LINEAR                                                 |
| 168773 -             | 2000 RA22              | 1 de setembre de 2000  | Socorro                | LINEAR                                                 |
| 168774 -             | 2000 RC28              | 1 de setembre de 2000  | Socorro                | LINEAR                                                 |
| 168775 -             | 2000 RD30              | 1 de setembre de 2000  | Socorro                | LINEAR                                                 |
| 168776 -             | 2000 RU30              | 1 de setembre de 2000  | Socorro                | LINEAR                                                 |
| 168777 -             | 2000 RD37              | 3 de setembre de 2000  | Socorro                | LINEAR                                                 |
| 168778 -             | 2000 RK48              | 3 de setembre de 2000  | Socorro                | LINEAR                                                 |
| 168779 -             | 2000 RX48              | 3 de setembre de 2000  | Socorro                | LINEAR                                                 |
| 168780 -             | 2000 RN52              | 4 de setembre de 2000  | Kitt Peak              | Spacewatch                                             |
| 168781 -             | 2000 RO59              | 7 de setembre de 2000  | Kitt Peak              | Spacewatch                                             |
| 168782 -             | 2000 RN63              | 3 de setembre de 2000  | Socorro                | LINEAR                                                 |
| 168783 -             | 2000 RB104             | 6 de setembre de 2000  | Socorro                | LINEAR                                                 |
| 168784 -             | 2000 SQ2               | 20 de setembre de 2000 | Socorro                | LINEAR                                                 |
| 168785 -             | 2000 SS7               | 22 de setembre de 2000 | Kitt Peak              | Spacewatch                                             |
| 168786 -             | 2000 SK11              | 24 de setembre de 2000 | Socorro                | LINEAR                                                 |
| 168787 -             | 2000 SE22              | 19 de setembre de 2000 | Haleakala              | NEAT                                                   |
| 168788 -             | 2000 SN28              | 23 de setembre de 2000 | Socorro                | LINEAR                                                 |
| 168789 -             | 2000 SF33              | 24 de setembre de 2000 | Socorro                | LINEAR                                                 |
| 168790 -             | 2000 SR36              | 24 de setembre de 2000 | Socorro                | LINEAR                                                 |
| 168791 -             | 2000 SQ43              | 25 de setembre de 2000 | Haleakala              | NEAT                                                   |
| 168792 -             | 2000 ST56              | 24 de setembre de 2000 | Socorro                | LINEAR                                                 |
| 168793 -             | 2000 SS57              | 24 de setembre de 2000 | Socorro                | LINEAR                                                 |
| 168794 -             | 2000 SV63              | 24 de setembre de 2000 | Socorro                | LINEAR                                                 |
| 168795 -             | 2000 SU70              | 24 de setembre de 2000 | Socorro                | LINEAR                                                 |
| 168796 -             | 2000 SC76              | 24 de setembre de 2000 | Socorro                | LINEAR                                                 |
| 168797 -             | 2000 SS79              | 24 de setembre de 2000 | Socorro                | LINEAR                                                 |
| 168798 -             | 2000 SK88              | 24 de setembre de 2000 | Socorro                | LINEAR                                                 |
| 168799 -             | 2000 SL93              | 23 de setembre de 2000 | Socorro                | LINEAR                                                 |
| 168800 -             | 2000 SW93              | 23 de setembre de 2000 | Socorro                | LINEAR                                                 |
| 168801-168900        |                        |                        |                        |                                                        |
| 168801 -             | 2000 SM109             | 24 de setembre de 2000 | Socorro                | LINEAR                                                 |
| 168802 -             | 2000 ST110             | 24 de setembre de 2000 | Socorro                | LINEAR                                                 |
| 168803 -             | 2000 SG118             | 24 de setembre de 2000 | Socorro                | LINEAR                                                 |
| 168804 -             | 2000 SF134             | 23 de setembre de 2000 | Socorro                | LINEAR                                                 |
| 168805 -             | 2000 SN137             | 23 de setembre de 2000 | Socorro                | LINEAR                                                 |
| 168806 -             | 2000 SV137             | 23 de setembre de 2000 | Socorro                | LINEAR                                                 |
| 168807 -             | 2000 SE146             | 24 de setembre de 2000 | Socorro                | LINEAR                                                 |
| 168808 -             | 2000 SD147             | 24 de setembre de 2000 | Socorro                | LINEAR                                                 |
| 168809 -             | 2000 SZ168             | 23 de setembre de 2000 | Socorro                | LINEAR                                                 |
| 168810 -             | 2000 SR174             | 28 de setembre de 2000 | Socorro                | LINEAR                                                 |
| 168811 -             | 2000 SE184             | 20 de setembre de 2000 | Kitt Peak              | Spacewatch                                             |
| 168812 -             | 2000 SA189             | 22 de setembre de 2000 | Kitt Peak              | Spacewatch                                             |
| 168813 -             | 2000 SC189             | 22 de setembre de 2000 | Kitt Peak              | Spacewatch                                             |
| 168814 -             | 2000 SX219             | 26 de setembre de 2000 | Socorro                | LINEAR                                                 |
| 168815 -             | 2000 ST220             | 26 de setembre de 2000 | Socorro                | LINEAR                                                 |
| 168816 -             | 2000 SR224             | 27 de setembre de 2000 | Socorro                | LINEAR                                                 |
| 168817 -             | 2000 SD255             | 24 de setembre de 2000 | Socorro                | LINEAR                                                 |
| 168818 -             | 2000 SF263             | 25 de setembre de 2000 | Socorro                | LINEAR                                                 |
| 168819 -             | 2000 SC265             | 26 de setembre de 2000 | Socorro                | LINEAR                                                 |
| 168820 -             | 2000 SK266             | 26 de setembre de 2000 | Socorro                | LINEAR                                                 |
| 168821 -             | 2000 SH270             | 27 de setembre de 2000 | Socorro                | LINEAR                                                 |
| 168822 -             | 2000 SL270             | 27 de setembre de 2000 | Socorro                | LINEAR                                                 |
| 168823 -             | 2000 SN271             | 27 de setembre de 2000 | Socorro                | LINEAR                                                 |
| 168824 -             | 2000 SE274             | 28 de setembre de 2000 | Socorro                | LINEAR                                                 |
| 168825 -             | 2000 SX288             | 27 de setembre de 2000 | Socorro                | LINEAR                                                 |
| 168826 -             | 2000 SB291             | 27 de setembre de 2000 | Socorro                | LINEAR                                                 |
| 168827 -             | 2000 SY308             | 30 de setembre de 2000 | Socorro                | LINEAR                                                 |
| 168828 -             | 2000 SY320             | 29 de setembre de 2000 | Mauna Kea              | D. J. Tholen                                           |
| 168829 -             | 2000 SF322             | 28 de setembre de 2000 | Kitt Peak              | Spacewatch                                             |
| 168830 -             | 2000 SK334             | 26 de setembre de 2000 | Haleakala              | NEAT                                                   |
| 168831 -             | 2000 SZ334             | 26 de setembre de 2000 | Haleakala              | NEAT                                                   |
| 168832 -             | 2000 SD340             | 24 de setembre de 2000 | Socorro                | LINEAR                                                 |
| 168833 -             | 2000 SP343             | 23 de setembre de 2000 | Socorro                | LINEAR                                                 |
| 168834 -             | 2000 SB352             | 26 de setembre de 2000 | Anderson Mesa          | LONEOS                                                 |
| 168835 -             | 2000 SD364             | 20 de setembre de 2000 | Socorro                | LINEAR                                                 |
| 168836 -             | 2000 SH364             | 20 de setembre de 2000 | Socorro                | LINEAR                                                 |
| 168837 -             | 2000 TZ36              | 1 d'octubre de 2000    | Socorro                | LINEAR                                                 |
| 168838 -             | 2000 TB40              | 1 d'octubre de 2000    | Socorro                | LINEAR                                                 |
| 168839 -             | 2000 TX48              | 1 d'octubre de 2000    | Anderson Mesa          | LONEOS                                                 |
| 168840 -             | 2000 TF58              | 2 d'octubre de 2000    | Socorro                | LINEAR                                                 |
| 168841 -             | 2000 TB63              | 2 d'octubre de 2000    | Kitt Peak              | Spacewatch                                             |
| 168842 -             | 2000 UP                | 20 d'octubre de 2000   | Ondřejov               | P. Kušnirák                                            |
| 168843 -             | 2000 UG4               | 24 d'octubre de 2000   | Socorro                | LINEAR                                                 |
| 168844 -             | 2000 UX19              | 24 d'octubre de 2000   | Socorro                | LINEAR                                                 |
| 168845 -             | 2000 UJ28              | 25 d'octubre de 2000   | Socorro                | LINEAR                                                 |
| 168846 -             | 2000 UQ34              | 24 d'octubre de 2000   | Socorro                | LINEAR                                                 |
| 168847 -             | 2000 UU34              | 24 d'octubre de 2000   | Socorro                | LINEAR                                                 |
| 168848 -             | 2000 UD47              | 24 d'octubre de 2000   | Socorro                | LINEAR                                                 |
| 168849 -             | 2000 UK51              | 24 d'octubre de 2000   | Socorro                | LINEAR                                                 |
| 168850 -             | 2000 UN63              | 25 d'octubre de 2000   | Socorro                | LINEAR                                                 |
| 168851 -             | 2000 UQ67              | 25 d'octubre de 2000   | Socorro                | LINEAR                                                 |
| 168852 -             | 2000 UV71              | 25 d'octubre de 2000   | Socorro                | LINEAR                                                 |
| 168853 -             | 2000 UV76              | 24 d'octubre de 2000   | Socorro                | LINEAR                                                 |
| 168854 -             | 2000 UP84              | 31 d'octubre de 2000   | Socorro                | LINEAR                                                 |
| 168855 -             | 2000 UC90              | 24 d'octubre de 2000   | Socorro                | LINEAR                                                 |
| 168856 -             | 2000 UY101             | 25 d'octubre de 2000   | Socorro                | LINEAR                                                 |
| 168857 -             | 2000 UA102             | 25 d'octubre de 2000   | Socorro                | LINEAR                                                 |
| 168858 -             | 2000 VN8               | 1 de novembre de 2000  | Socorro                | LINEAR                                                 |
| 168859 -             | 2000 VG18              | 1 de novembre de 2000  | Socorro                | LINEAR                                                 |
| 168860 -             | 2000 VH21              | 1 de novembre de 2000  | Socorro                | LINEAR                                                 |
| 168861 -             | 2000 VM22              | 1 de novembre de 2000  | Socorro                | LINEAR                                                 |
| 168862 -             | 2000 VS22              | 1 de novembre de 2000  | Socorro                | LINEAR                                                 |
| 168863 -             | 2000 VW24              | 1 de novembre de 2000  | Socorro                | LINEAR                                                 |
| 168864 -             | 2000 VW25              | 1 de novembre de 2000  | Socorro                | LINEAR                                                 |
| 168865 -             | 2000 VX41              | 1 de novembre de 2000  | Socorro                | LINEAR                                                 |
| 168866 -             | 2000 VR42              | 1 de novembre de 2000  | Socorro                | LINEAR                                                 |
| 168867 -             | 2000 VP44              | 2 de novembre de 2000  | Socorro                | LINEAR                                                 |
| 168868 -             | 2000 VV52              | 3 de novembre de 2000  | Socorro                | LINEAR                                                 |
| 168869 -             | 2000 WS4               | 19 de novembre de 2000 | Socorro                | LINEAR                                                 |
| 168870 -             | 2000 WN6               | 20 de novembre de 2000 | Socorro                | LINEAR                                                 |
| 168871 -             | 2000 WB9               | 18 de novembre de 2000 | Bisei SG Center        | BATTeRS                                                |
| 168872 -             | 2000 WZ9               | 22 de novembre de 2000 | Kitt Peak              | Spacewatch                                             |
| 168873 -             | 2000 WC14              | 20 de novembre de 2000 | Socorro                | LINEAR                                                 |
| 168874 -             | 2000 WA15              | 20 de novembre de 2000 | Socorro                | LINEAR                                                 |
| 168875 -             | 2000 WQ22              | 20 de novembre de 2000 | Socorro                | LINEAR                                                 |
| 168876 -             | 2000 WZ24              | 20 de novembre de 2000 | Socorro                | LINEAR                                                 |
| 168877 -             | 2000 WC27              | 26 de novembre de 2000 | Desert Beaver          | W. K. Y. Yeung                                         |
| 168878 -             | 2000 WV28              | 26 de novembre de 2000 | Bohyunsan              | Y.-B. Jeon, B.-C. Lee                                  |
| 168879 -             | 2000 WD34              | 20 de novembre de 2000 | Socorro                | LINEAR                                                 |
| 168880 -             | 2000 WJ48              | 21 de novembre de 2000 | Socorro                | LINEAR                                                 |
| 168881 -             | 2000 WN48              | 21 de novembre de 2000 | Socorro                | LINEAR                                                 |
| 168882 -             | 2000 WZ56              | 21 de novembre de 2000 | Socorro                | LINEAR                                                 |
| 168883 -             | 2000 WL57              | 21 de novembre de 2000 | Socorro                | LINEAR                                                 |
| 168884 -             | 2000 WB71              | 19 de novembre de 2000 | Socorro                | LINEAR                                                 |
| 168885 -             | 2000 WO76              | 20 de novembre de 2000 | Socorro                | LINEAR                                                 |
| 168886 -             | 2000 WH78              | 20 de novembre de 2000 | Socorro                | LINEAR                                                 |
| 168887 -             | 2000 WB83              | 20 de novembre de 2000 | Socorro                | LINEAR                                                 |
| 168888 -             | 2000 WH90              | 21 de novembre de 2000 | Socorro                | LINEAR                                                 |
| 168889 -             | 2000 WM95              | 21 de novembre de 2000 | Socorro                | LINEAR                                                 |
| 168890 -             | 2000 WK116             | 20 de novembre de 2000 | Socorro                | LINEAR                                                 |
| 168891 -             | 2000 WO122             | 29 de novembre de 2000 | Socorro                | LINEAR                                                 |
| 168892 -             | 2000 WK124             | 19 de novembre de 2000 | Socorro                | LINEAR                                                 |
| 168893 -             | 2000 WS128             | 18 de novembre de 2000 | Kitt Peak              | Spacewatch                                             |
| 168894 -             | 2000 WE130             | 19 de novembre de 2000 | Kitt Peak              | Spacewatch                                             |
| 168895 -             | 2000 WE131             | 20 de novembre de 2000 | Anderson Mesa          | LONEOS                                                 |
| 168896 -             | 2000 WC134             | 19 de novembre de 2000 | Socorro                | LINEAR                                                 |
| 168897 -             | 2000 WA136             | 20 de novembre de 2000 | Socorro                | LINEAR                                                 |
| 168898 -             | 2000 WQ137             | 20 de novembre de 2000 | Socorro                | LINEAR                                                 |
| 168899 -             | 2000 WV147             | 28 de novembre de 2000 | Kitt Peak              | Spacewatch                                             |
| 168900 -             | 2000 WW160             | 20 de novembre de 2000 | Anderson Mesa          | LONEOS                                                 |
| 168901-169000        |                        |                        |                        |                                                        |
| 168901 -             | 2000 WJ164             | 21 de novembre de 2000 | Haleakala              | NEAT                                                   |
| 168902 -             | 2000 WR166             | 24 de novembre de 2000 | Anderson Mesa          | LONEOS                                                 |
| 168903 -             | 2000 WW188             | 18 de novembre de 2000 | Anderson Mesa          | LONEOS                                                 |
| 168904 -             | 2000 WY189             | 18 de novembre de 2000 | Anderson Mesa          | LONEOS                                                 |
| 168905 -             | 2000 XT1               | 3 de desembre de 2000  | Kitt Peak              | Spacewatch                                             |
| 168906 -             | 2000 XE12              | 4 de desembre de 2000  | Socorro                | LINEAR                                                 |
| 168907 -             | 2000 XN19              | 4 de desembre de 2000  | Socorro                | LINEAR                                                 |
| 168908 -             | 2000 XH21              | 4 de desembre de 2000  | Socorro                | LINEAR                                                 |
| 168909 -             | 2000 XV30              | 4 de desembre de 2000  | Socorro                | LINEAR                                                 |
| 168910 -             | 2000 XC52              | 6 de desembre de 2000  | Socorro                | LINEAR                                                 |
| 168911 -             | 2000 XM53              | 14 de desembre de 2000 | Bohyunsan              | Y.-B. Jeon, B.-C. Lee                                  |
| 168912 -             | 2000 YV2               | 20 de desembre de 2000 | Socorro                | LINEAR                                                 |
| 168913 -             | 2000 YA3               | 18 de desembre de 2000 | Kitt Peak              | Spacewatch                                             |
| 168914 -             | 2000 YU21              | 27 de desembre de 2000 | Desert Beaver          | W. K. Y. Yeung                                         |
| 168915 -             | 2000 YW37              | 30 de desembre de 2000 | Socorro                | LINEAR                                                 |
| 168916 -             | 2000 YZ42              | 30 de desembre de 2000 | Socorro                | LINEAR                                                 |
| 168917 -             | 2000 YM44              | 30 de desembre de 2000 | Socorro                | LINEAR                                                 |
| 168918 -             | 2000 YX44              | 30 de desembre de 2000 | Socorro                | LINEAR                                                 |
| 168919 -             | 2000 YR49              | 30 de desembre de 2000 | Socorro                | LINEAR                                                 |
| 168920 -             | 2000 YK50              | 30 de desembre de 2000 | Socorro                | LINEAR                                                 |
| 168921 -             | 2000 YT53              | 30 de desembre de 2000 | Socorro                | LINEAR                                                 |
| 168922 -             | 2000 YL55              | 30 de desembre de 2000 | Socorro                | LINEAR                                                 |
| 168923 -             | 2000 YU56              | 30 de desembre de 2000 | Socorro                | LINEAR                                                 |
| 168924 -             | 2000 YE59              | 30 de desembre de 2000 | Socorro                | LINEAR                                                 |
| 168925 -             | 2000 YV59              | 30 de desembre de 2000 | Socorro                | LINEAR                                                 |
| 168926 -             | 2000 YN65              | 16 de desembre de 2000 | Kitt Peak              | Spacewatch                                             |
| 168927 -             | 2000 YD68              | 28 de desembre de 2000 | Socorro                | LINEAR                                                 |
| 168928 -             | 2000 YG71              | 30 de desembre de 2000 | Socorro                | LINEAR                                                 |
| 168929 -             | 2000 YT72              | 30 de desembre de 2000 | Socorro                | LINEAR                                                 |
| 168930 -             | 2000 YV73              | 30 de desembre de 2000 | Socorro                | LINEAR                                                 |
| 168931 -             | 2000 YL82              | 30 de desembre de 2000 | Socorro                | LINEAR                                                 |
| 168932 -             | 2000 YG86              | 30 de desembre de 2000 | Socorro                | LINEAR                                                 |
| 168933 -             | 2000 YQ88              | 30 de desembre de 2000 | Socorro                | LINEAR                                                 |
| 168934 -             | 2000 YR91              | 30 de desembre de 2000 | Socorro                | LINEAR                                                 |
| 168935 -             | 2000 YC95              | 30 de desembre de 2000 | Socorro                | LINEAR                                                 |
| 168936 -             | 2000 YN95              | 30 de desembre de 2000 | Socorro                | LINEAR                                                 |
| 168937 -             | 2000 YU95              | 30 de desembre de 2000 | Socorro                | LINEAR                                                 |
| 168938 -             | 2000 YS107             | 30 de desembre de 2000 | Socorro                | LINEAR                                                 |
| 168939 -             | 2000 YB108             | 30 de desembre de 2000 | Socorro                | LINEAR                                                 |
| 168940 -             | 2000 YL109             | 30 de desembre de 2000 | Socorro                | LINEAR                                                 |
| 168941 -             | 2000 YO111             | 30 de desembre de 2000 | Socorro                | LINEAR                                                 |
| 168942 -             | 2000 YL114             | 30 de desembre de 2000 | Socorro                | LINEAR                                                 |
| 168943 -             | 2000 YG118             | 30 de desembre de 2000 | Socorro                | LINEAR                                                 |
| 168944 -             | 2000 YK126             | 29 de desembre de 2000 | Anderson Mesa          | LONEOS                                                 |
| 168945 -             | 2000 YN131             | 30 de desembre de 2000 | Desert Beaver          | W. K. Y. Yeung                                         |
| 168946 -             | 2000 YY135             | 22 de desembre de 2000 | Socorro                | LINEAR                                                 |
| 168947 -             | 2000 YB139             | 27 de desembre de 2000 | Kitt Peak              | Spacewatch                                             |
| 168948 -             | 2000 YX143             | 23 de desembre de 2000 | Apache Point           | SDSS                                                   |
| 168949 -             | 2001 AV18              | 4 de gener de 2001     | Haleakala              | NEAT                                                   |
| 168950 -             | 2001 AA26              | 2 de gener de 2001     | Socorro                | LINEAR                                                 |
| 168951 -             | 2001 AL33              | 4 de gener de 2001     | Socorro                | LINEAR                                                 |
| 168952 -             | 2001 AN39              | 2 de gener de 2001     | Kitt Peak              | Spacewatch                                             |
| 168953 -             | 2001 AZ43              | 14 de gener de 2001    | Kitt Peak              | Spacewatch                                             |
| 168954 -             | 2001 AT44              | 15 de gener de 2001    | Oizumi                 | T. Kobayashi                                           |
| 168955 -             | 2001 AV44              | 15 de gener de 2001    | Oizumi                 | T. Kobayashi                                           |
| 168956 -             | 2001 AC47              | 15 de gener de 2001    | Socorro                | LINEAR                                                 |
| 168957 -             | 2001 AB52              | 5 de gener de 2001     | Socorro                | LINEAR                                                 |
| 168958 -             | 2001 AC52              | 5 de gener de 2001     | Socorro                | LINEAR                                                 |
| 168959 -             | 2001 BP6               | 19 de gener de 2001    | Socorro                | LINEAR                                                 |
| 168960 -             | 2001 BQ19              | 19 de gener de 2001    | Socorro                | LINEAR                                                 |
| 168961 -             | 2001 BF23              | 20 de gener de 2001    | Socorro                | LINEAR                                                 |
| 168962 -             | 2001 BK27              | 20 de gener de 2001    | Socorro                | LINEAR                                                 |
| 168963 -             | 2001 BT32              | 20 de gener de 2001    | Socorro                | LINEAR                                                 |
| 168964 -             | 2001 BF36              | 19 de gener de 2001    | Socorro                | LINEAR                                                 |
| 168965 -             | 2001 BL37              | 21 de gener de 2001    | Socorro                | LINEAR                                                 |
| 168966 -             | 2001 BC38              | 21 de gener de 2001    | Socorro                | LINEAR                                                 |
| 168967 -             | 2001 BB43              | 19 de gener de 2001    | Socorro                | LINEAR                                                 |
| 168968 -             | 2001 BY45              | 21 de gener de 2001    | Socorro                | LINEAR                                                 |
| 168969 -             | 2001 BX55              | 19 de gener de 2001    | Socorro                | LINEAR                                                 |
| 168970 -             | 2001 BT56              | 19 de gener de 2001    | Kitt Peak              | Spacewatch                                             |
| 168971 -             | 2001 BA58              | 21 de gener de 2001    | Socorro                | LINEAR                                                 |
| 168972 -             | 2001 BL59              | 26 de gener de 2001    | Socorro                | LINEAR                                                 |
| 168973 -             | 2001 BQ64              | 30 de gener de 2001    | Socorro                | LINEAR                                                 |
| 168974 -             | 2001 BD65              | 26 de gener de 2001    | Socorro                | LINEAR                                                 |
| 168975 -             | 2001 BO66              | 26 de gener de 2001    | Socorro                | LINEAR                                                 |
| 168976 -             | 2001 BE68              | 31 de gener de 2001    | Socorro                | LINEAR                                                 |
| 168977 -             | 2001 BE75              | 26 de gener de 2001    | Kitt Peak              | Spacewatch                                             |
| 168978 -             | 2001 BO75              | 26 de gener de 2001    | Kitt Peak              | Spacewatch                                             |
| 168979 -             | 2001 CS1               | 1 de febrer de 2001    | Socorro                | LINEAR                                                 |
| 168980 -             | 2001 CS2               | 1 de febrer de 2001    | Socorro                | LINEAR                                                 |
| 168981 -             | 2001 CT3               | 1 de febrer de 2001    | Socorro                | LINEAR                                                 |
| 168982 -             | 2001 CC9               | 1 de febrer de 2001    | Socorro                | LINEAR                                                 |
| 168983 -             | 2001 CV11              | 1 de febrer de 2001    | Socorro                | LINEAR                                                 |
| 168984 -             | 2001 CQ14              | 1 de febrer de 2001    | Socorro                | LINEAR                                                 |
| 168985 -             | 2001 CC18              | 2 de febrer de 2001    | Socorro                | LINEAR                                                 |
| 168986 -             | 2001 CV22              | 1 de febrer de 2001    | Anderson Mesa          | LONEOS                                                 |
| 168987 -             | 2001 CE25              | 1 de febrer de 2001    | Socorro                | LINEAR                                                 |
| 168988 -             | 2001 CF25              | 1 de febrer de 2001    | Socorro                | LINEAR                                                 |
| 168989 -             | 2001 CH29              | 2 de febrer de 2001    | Anderson Mesa          | LONEOS                                                 |
| 168990 -             | 2001 CO30              | 2 de febrer de 2001    | Haleakala              | NEAT                                                   |
| 168991 -             | 2001 CO38              | 13 de febrer de 2001   | Socorro                | LINEAR                                                 |
| 168992 -             | 2001 CR39              | 13 de febrer de 2001   | Socorro                | LINEAR                                                 |
| 168993 -             | 2001 CH40              | 13 de febrer de 2001   | Socorro                | LINEAR                                                 |
| 168994 -             | 2001 CZ47              | 12 de febrer de 2001   | Anderson Mesa          | LONEOS                                                 |
| 168995 -             | 2001 DV4               | 16 de febrer de 2001   | Socorro                | LINEAR                                                 |
| 168996 -             | 2001 DK6               | 16 de febrer de 2001   | Socorro                | LINEAR                                                 |
| 168997 -             | 2001 DP19              | 16 de febrer de 2001   | Socorro                | LINEAR                                                 |
| 168998 -             | 2001 DA25              | 17 de febrer de 2001   | Socorro                | LINEAR                                                 |
| 168999 -             | 2001 DR26              | 17 de febrer de 2001   | Socorro                | LINEAR                                                 |
| 169000 -             | 2001 DA30              | 17 de febrer de 2001   | Socorro                | LINEAR                                                 |